# Moderner Kirchenbau

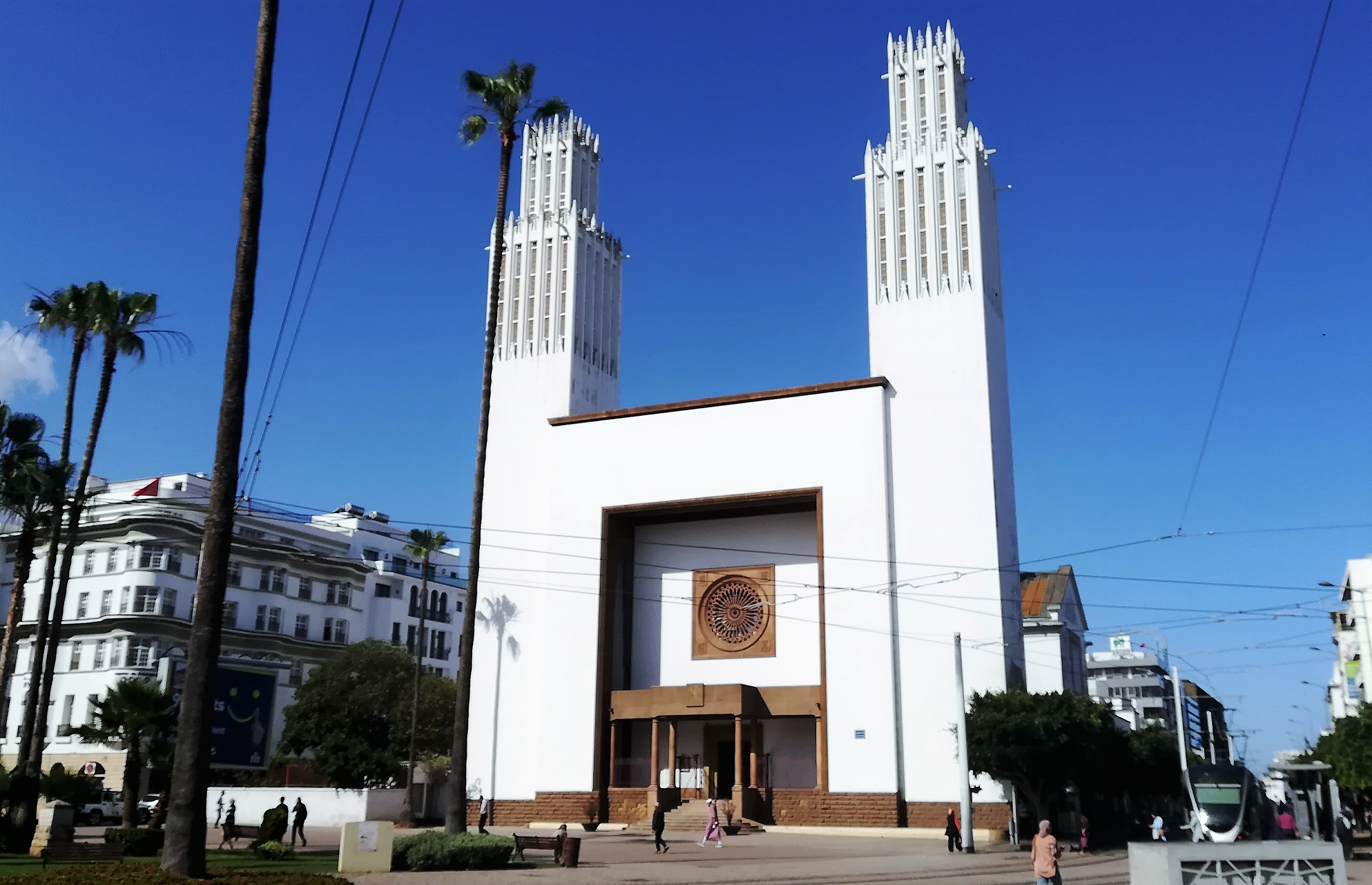
Die 1921 im Stil des Art déco errichtete Kathedrale von Rabat erhielt ihre markanten Türme im Jahr 1930

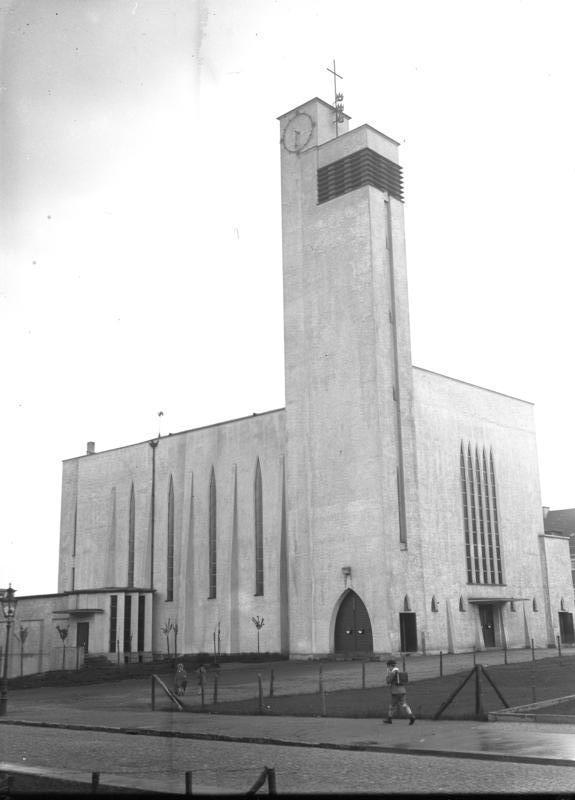
Die 1928 erbaute Kirche St. Dreikönigen in Köln-Bickendorf, 1930

Unter dem Kirchenbau der Moderne wird der Bau von Kirchengebäuden seit dem Ersten Weltkrieg verstanden. Der Großteil der Kirchenbauten von ca. 1860 bis zum Ersten Weltkrieg versuchte die Neuinterpretation historischer Baustile, vor allem die Neugotik und die Neuromanik, aber auch der Neubarock. Erst mit den großen gesellschaftlichen Umwälzungen zu Beginn der Weimarer Republik nahm der Kirchenbau neuere Tendenzen in Liturgie und Architektur auf und begann deren Umsetzung.
Insbesondere die drei Jahrzehnte nach dem Ende des Zweiten Weltkriegs führten in Deutschland durch die zahllosen Kriegszerstörungen und die umfangreichen Bevölkerungsverschiebungen zu einer großen Zahl von Kirchenbauten. Deren architektonische Wurzeln stammen aber aus der Vorkriegszeit.
Dieser Artikel befasst sich überwiegend mit dem Kirchenbau in Deutschland, der aber Einflüsse aus dem Ausland, insbesondere Frankreich und der Schweiz, aufnimmt.

## Theologische Vorentscheidungen

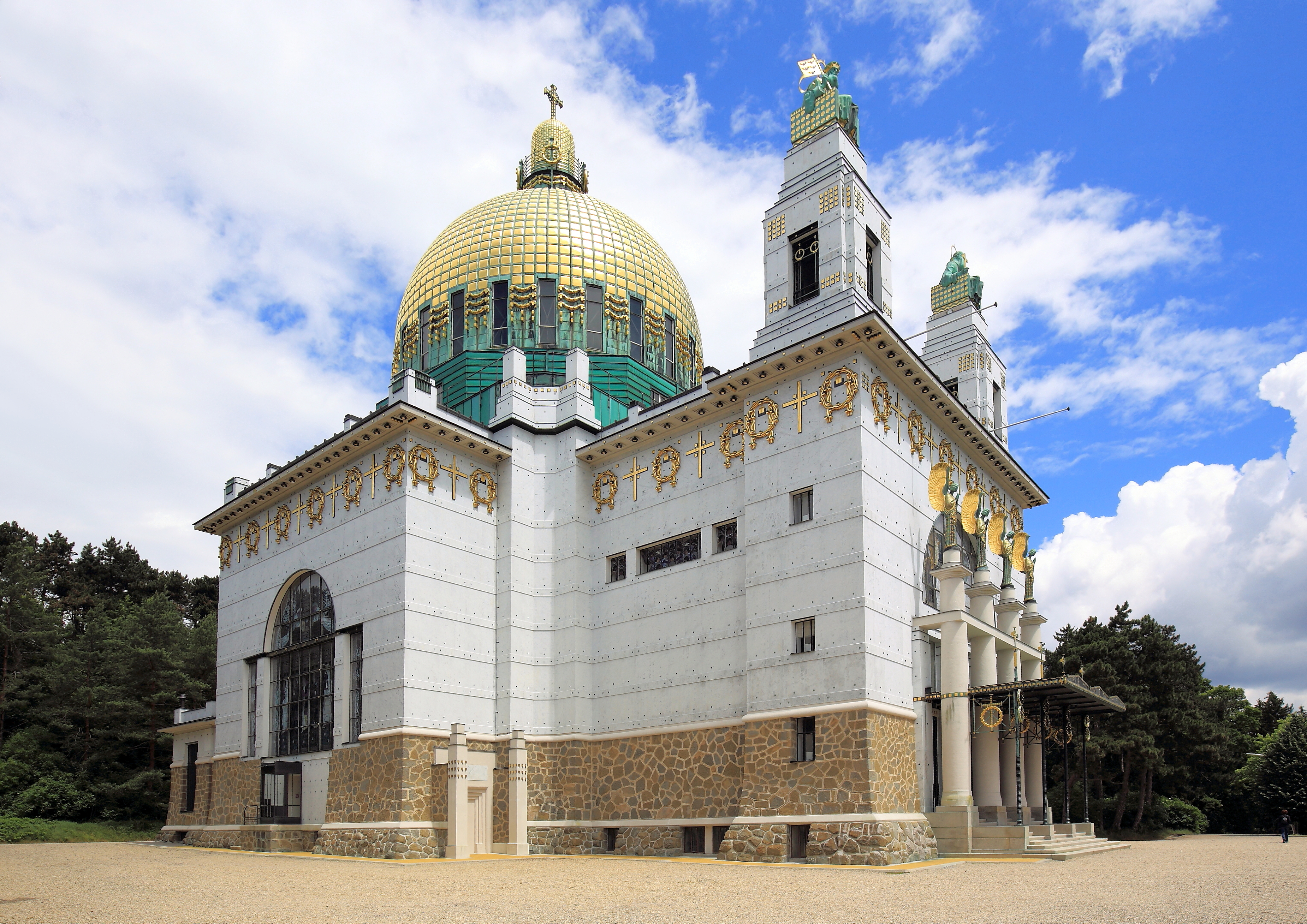
Die von 1904 bis 1907 erbaute Kirche am Steinhof, eines der bedeutendsten Bauwerke des Wiener Jugendstils, 2015. Architekt: Otto Wagner

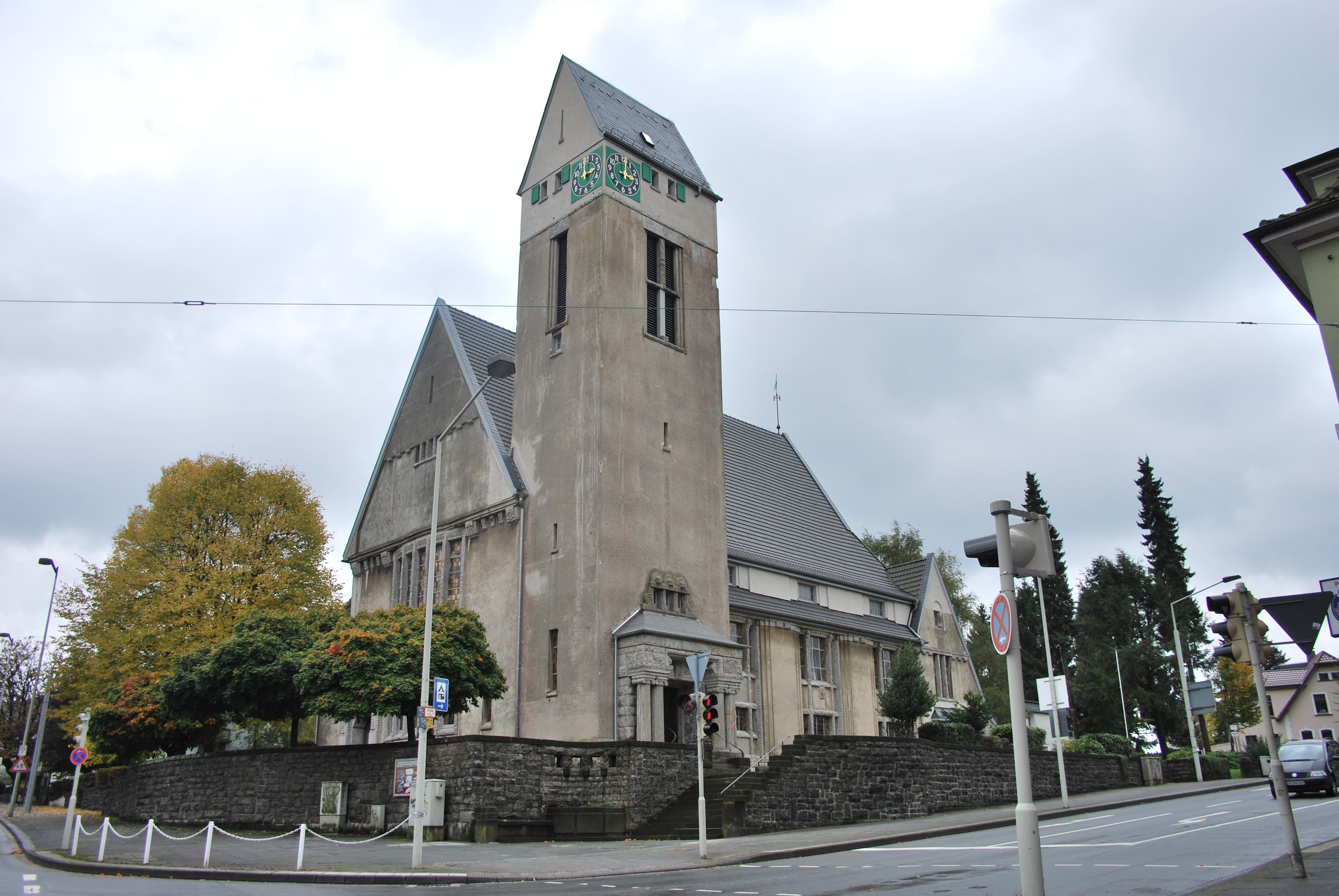
Die von 1913 bis 1914 erbaute Dorper Kirche, eines der bedeutendsten Bauwerke des Jugendstils im Bergischen Land, 2009. Architekt: Arno Eugen Fritsche

Gegen Ende des 19. Jahrhunderts war sowohl in der katholischen wie auch in der evangelischen Kirche die Orientierung an den mittelalterlichen Baustilen der Romanik und der Gotik vorgeschrieben. Dies passte zu der romantisierenden Vorstellung des Mittelalters als der „guten alten Zeit“, in der es die Probleme der Neuzeit noch nicht gab. Erst zu Beginn des 20. Jahrhunderts wagte man bei Kirchenbauten leichte Hinwendungen zum modernen Jugendstil (zum Beispiel: St. Maternus, Köln-Neustadt-Süd, 1913–16, Stephan Mattar).
Zu Beginn des 20. Jahrhunderts gab es in der römisch-katholischen Kirche im Rahmen der liturgischen Bewegung die theologische Tendenz, die Messfeier wieder mehr als Feier der Gemeinde zu verstehen. Maßgeblich an diesen Überlegungen beteiligt war der Theologe Romano Guardini. Dazu braucht es aber eine andere Anordnung des Altars, nämlich möglichst nah an der Gemeinde, wenn nicht sogar inmitten der versammelten Gemeinde. Auch in Teilen der evangelischen Kirche gab es etwa gleichzeitig ähnliche Bestrebungen, den Gottesdienst als Gemeindefeier zu interpretieren.
Erste dahingehende architektonische Entwürfe stammen auf katholischer Seite von Rudolf Schwarz und Dominikus Böhm, auf evangelischer Seite von Otto Bartning.
Ebenfalls um die Jahrhundertwende zeichnete sich ab, dass kirchliches Leben zunehmend auch Gruppenarbeit bedeuten würde. So entstanden beispielsweise im evangelischen Bereich zahlreiche Ortsgruppen des Gustav-Adolf-Vereins oder der Frauenhilfe, im katholischen Bereich waren es Frauengemeinschaften, Kolpingsfamilien oder Junggesellenvereine. Wenn diese Gruppen sich nicht in Gastwirtschaften oder Schulklassen treffen sollten, mussten kircheneigene Räumlichkeiten geschaffen werden.
So forderte der Berliner Architekt Otto March bereits 1895 den Bau von Kirchen mit baulich integrierten Gemeinderäumen. Damit war er jedoch seiner Zeit um einige Jahrzehnte voraus. Der Kirchenraum sollte nach dem Verständnis der wilhelminischen Ära nicht durch die direkte Nachbarschaft von anderen Räumen seiner gesonderten Stellung beraubt werden. Was hingegen in den Folgejahren entstand, waren Ensembles von Bauten gleichen Stils und mit ähnlicher optischer Gestaltung, welche neben der Kirche auch Pfarrhaus, Gemeinderäume und manchmal weitere Dienstwohnungen, zum Beispiel für Küster oder Organisten, aufwiesen. Ein Beispiel für ein solches Ensemble ist die Auferstehungskirche in Düsseldorf-Oberkassel, welche 1913 eingeweiht wurde.
In dem Projekt Straße der Moderne des Deutschen Liturgischen Instituts wird seit Juli 2015 jede Woche ein moderner Kirchenbau vorgestellt, wobei für die Projektmitarbeiter die Moderne mit dem Jugendstil beginnt.

## Historismus
Im Historismus kehrten klassische Formen des Altertums und des Mittelalters wieder. Unter anderem wurden der byzantinische Stil, der romanische Stil und der gotische Stil neu zitiert. Mitunter wurden Stile auch miteinander kombiniert. Noch 1912 erklärte der damalige Kölner Erzbischof Kardinal Fischer im sogenannten „Gotik-Erlass“ die traditionelle Formengabe für verbindlich. Aber spätestens mit dem Ende des Ersten Weltkrieges waren die traditionellen Stilvorlagen nicht mehr zu halten. Lange Zeit wurde der Historismus als eine niedere Kunst angesehen. In neuerer Zeit gelingt langsam eine Neubewertung. Es wird anerkannt, dass sich auch im Historismus bereits modernistische Elemente befanden.

## Expressionistischer Kirchenbau
Anfang der 1920er Jahre kam der Expressionismus in der modernen Architektur auf, der von ausdrucksstarken gezackten und runden Formen geprägt ist und in der Regel in Ablehnung des Historismus bewusst auf Zitate klassischer Baustile verzichtet. Im Kirchenbau fand der Expressionismus ab Mitte der 1920er Jahre Anwendung.
In dieser Zeit geriet auch die tradierte Anordnung insbesondere katholischer Kirchen (ungefähr Apsis, Hochaltar, Seitenschiffe, Langschiff) in die Diskussion. Baumeister wie Dominikus Böhm versuchten diese Bauformen zu überwinden und die Geistlichen näher zum Kirchenvolk zu rücken, was eine völlige Neukonzeption des Altarraumes nötig machte. Bedeutende expressionistische Zeugnisse katholischer Kirchenbauten, die auf Rundformen basieren, sind die St.-Bonifatius-Kirche (1929–30) von Theo Burlage mit Anklängen an das Art déco und die von 1930 bis 1932 von Dominikus Böhm realisierte Pfarrkirche St. Engelbert in Köln-Riehl mit ihren markanten Parabelbögen.
In Berlin erbaute der für das Chile-Haus in Hamburg berühmt gewordene Fritz Höger 1930–32 die Kirche am Hohenzollernplatz. Ebenfalls in Berlin erbauten 1926–1927 Wilhelm Fahlbusch St. Michael in Berlin-Wannsee, 1927–29 Ernst und Günter Paulus die Kreuzkirche in Berlin-Schmargendorf (unter Verwendung von Majolikaarbeiten von Felix Kupsch).
Die 1928 ursprünglich auf der PRESSA in Köln temporär errichtete avantgardistische Stahlkirche von Otto Bartning, welche später als Melanchthonkirche in Essen stand und die 1932–33 vom österreichischen Architekten Clemens Holzmeister errichtete St.-Adalbert-Kirche in Berlin-Mitte gehören zu den Bauten, die in diversen Mitteln der Form und Gestaltung noch den Expressionismus zitieren, aber bereits einer nüchterneren Neuen Sachlichkeit zuzurechnen sind, für welche die 1928 erbaute St.-Josef-Kirche zu Remscheid beispielhaft ist.

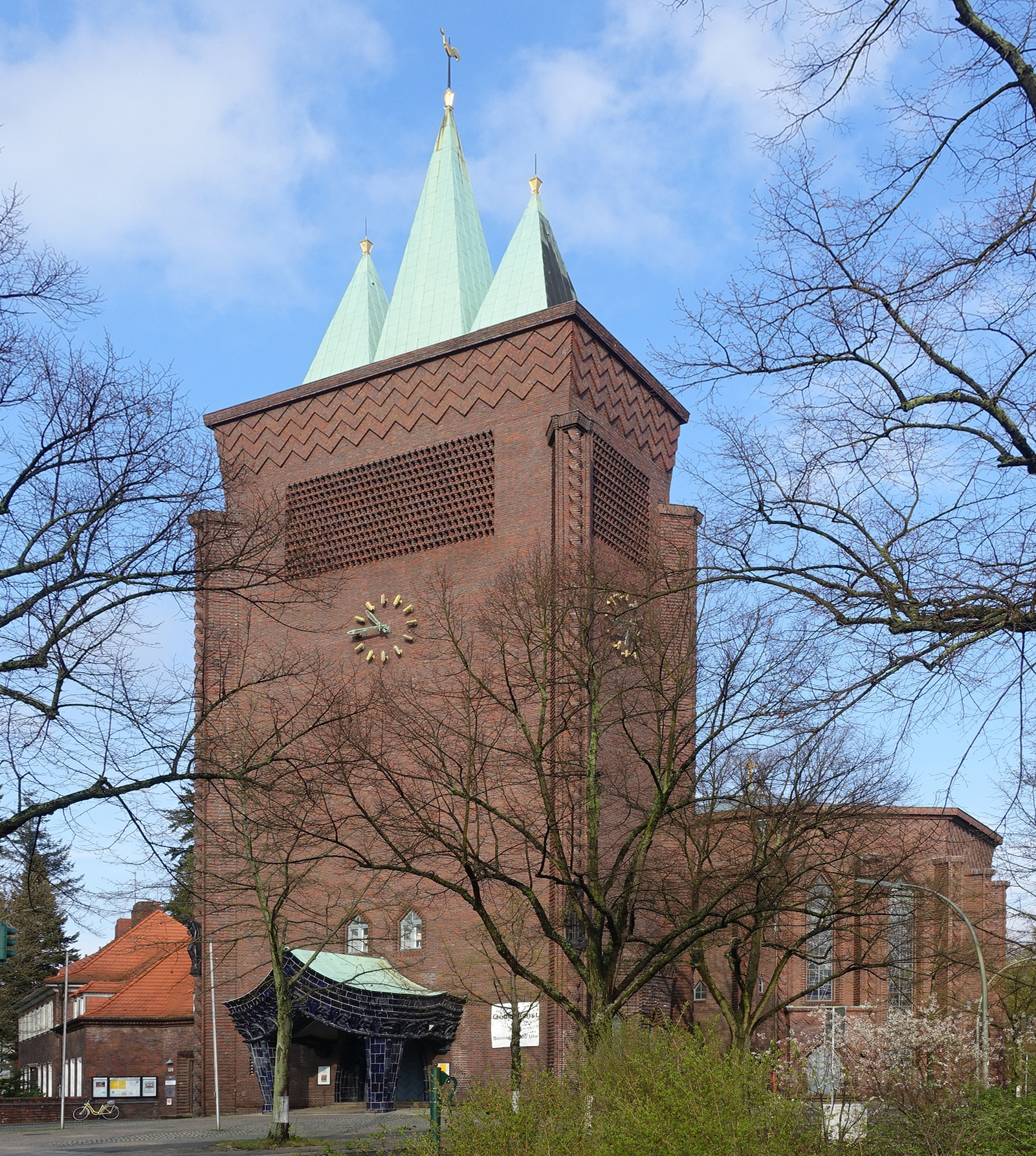
Ernst und Günter Paulus: Kreuzkirche in Berlin-Schmargendorf, 1927–29
Otto Christ: St. Josef (Remscheid-Süd), 1928
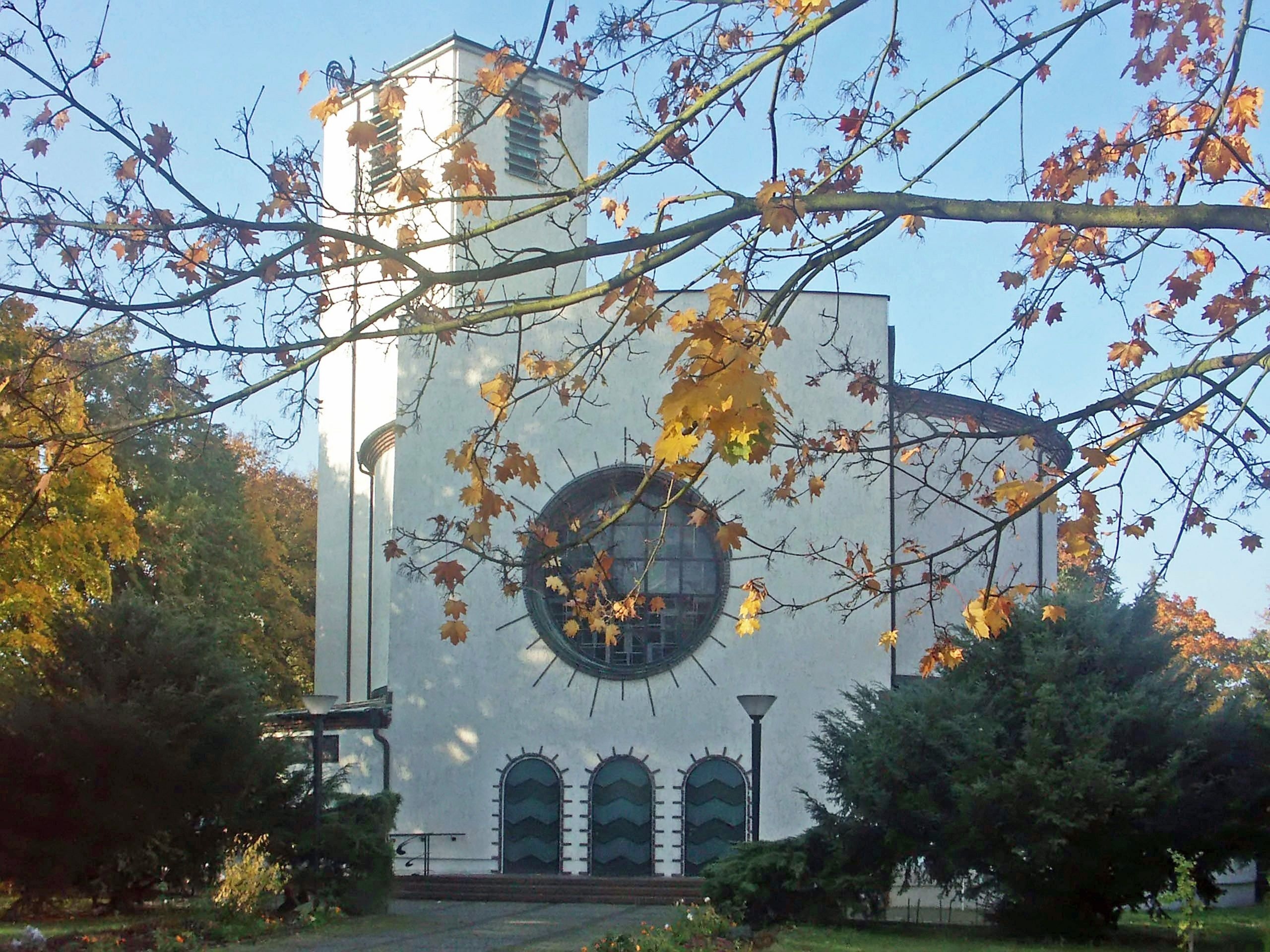
Theo Burlage: St. Bonifatius (Leipzig), 1929–30
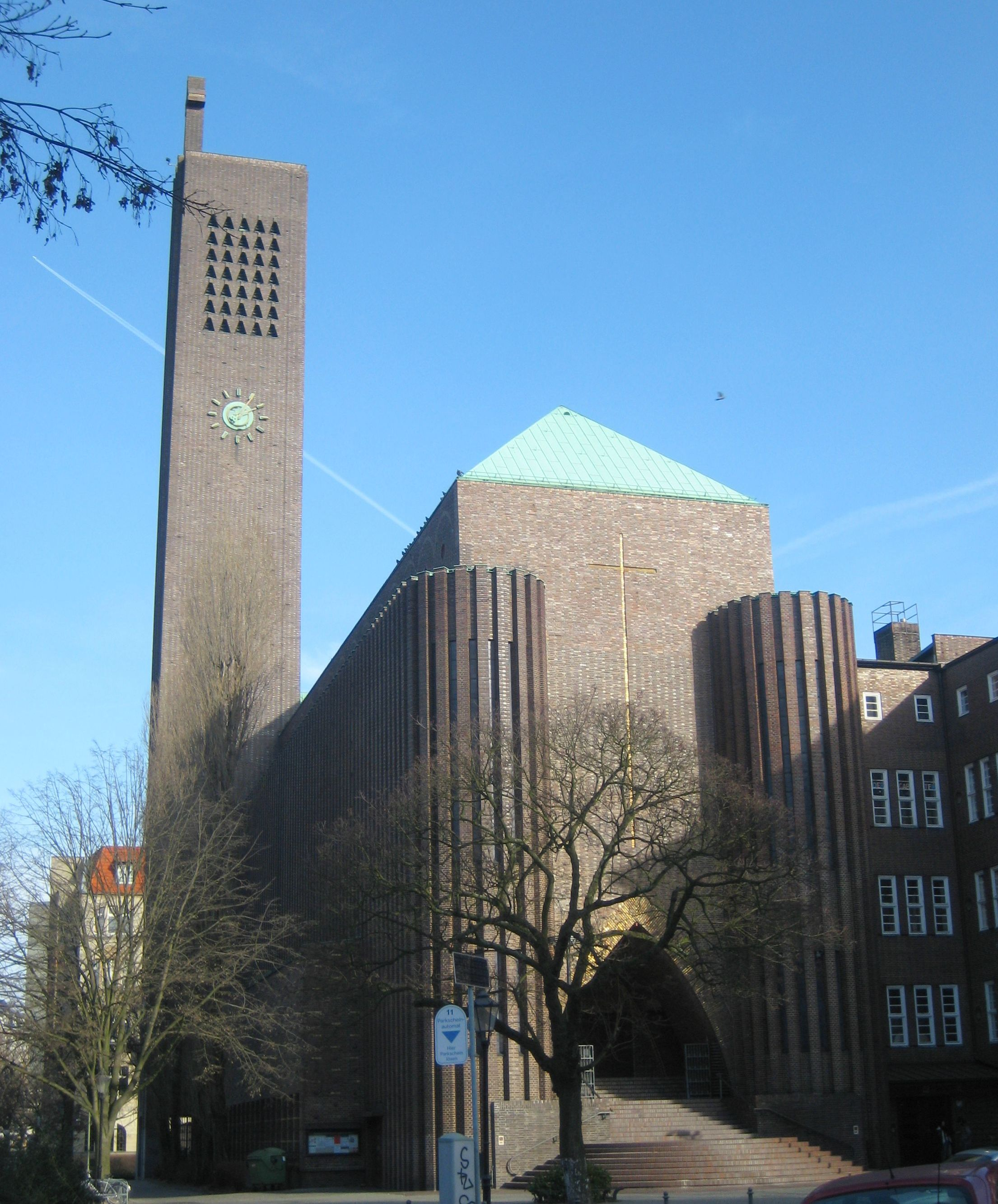
Fritz Höger: Kirche am Hohenzollernplatz, 1930–32
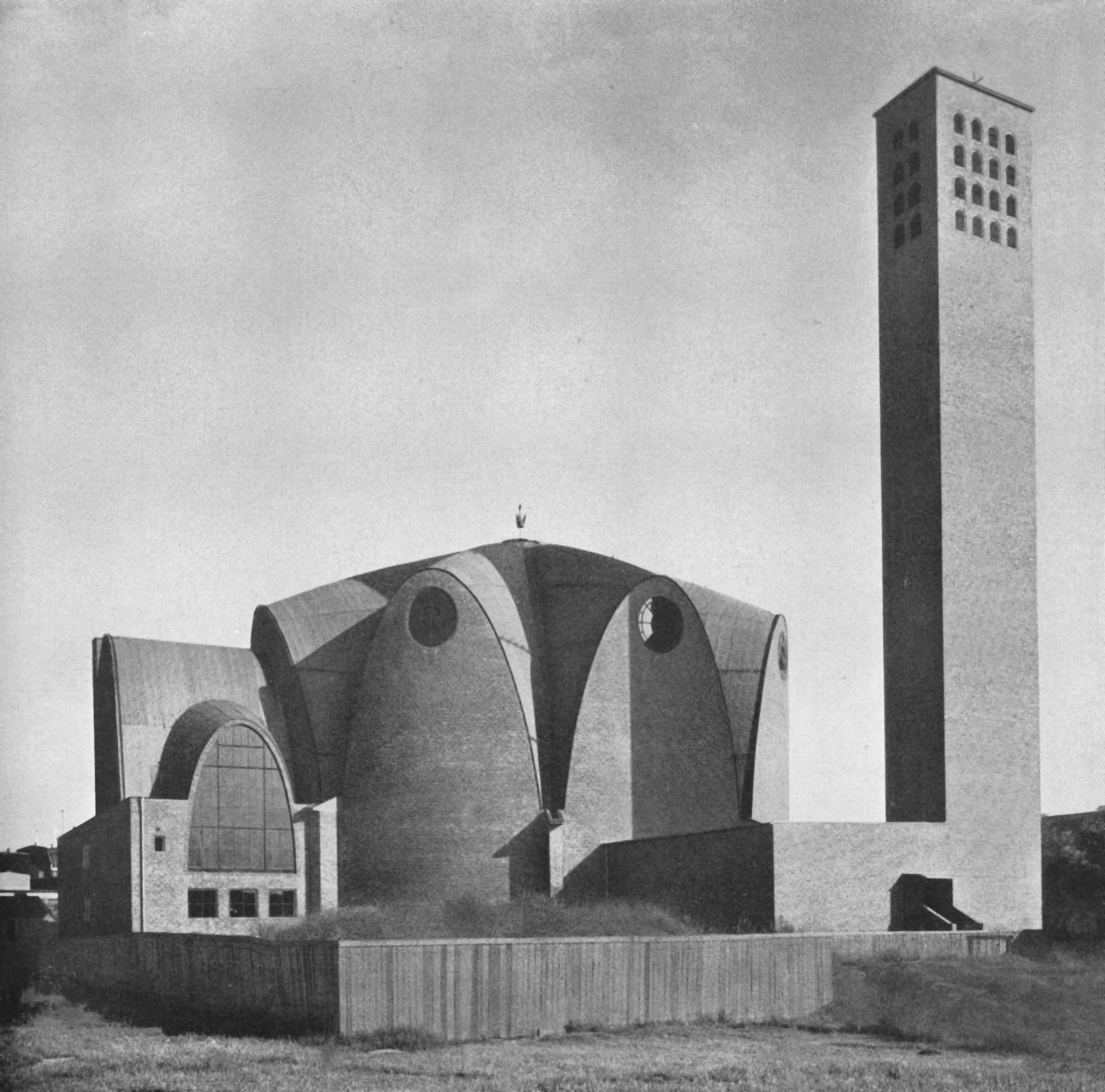
Dominikus Böhm: St. Engelbert (Köln), 1930–32

## Neues Bauen
Dieser immer noch expressionistisch anmutende Baustil korrespondierte mit den Ideen des Bauhauses. Im Siedlungsbau der Weimarer Republik fand er seine Ausprägung. Zu den Ursprungsbauten des Modernen Kirchenbaus, die sich auf das Neue Bauen beziehen, werden vor allem die 1928–30 von Rudolf Schwarz erbaute Fronleichnamskirche in Aachen, die 1929/30 in Essen errichtete Auferstehungskirche von Otto Bartning und die Leipziger Versöhnungskirche (1930–32) von Hans Heinrich Grotjahn  gezählt. Aber auch die von Hans Peter Fischer 1928 in der Wilhelm-Riphahn-Siedlung in Köln-Bickendorf erbaute Kirche St. Dreikönigen und die Melanchthonkirche in Köln-Zollstock (1929–30) von Theodor Merrill sind dem Neuen Bauen zuzurechnen.

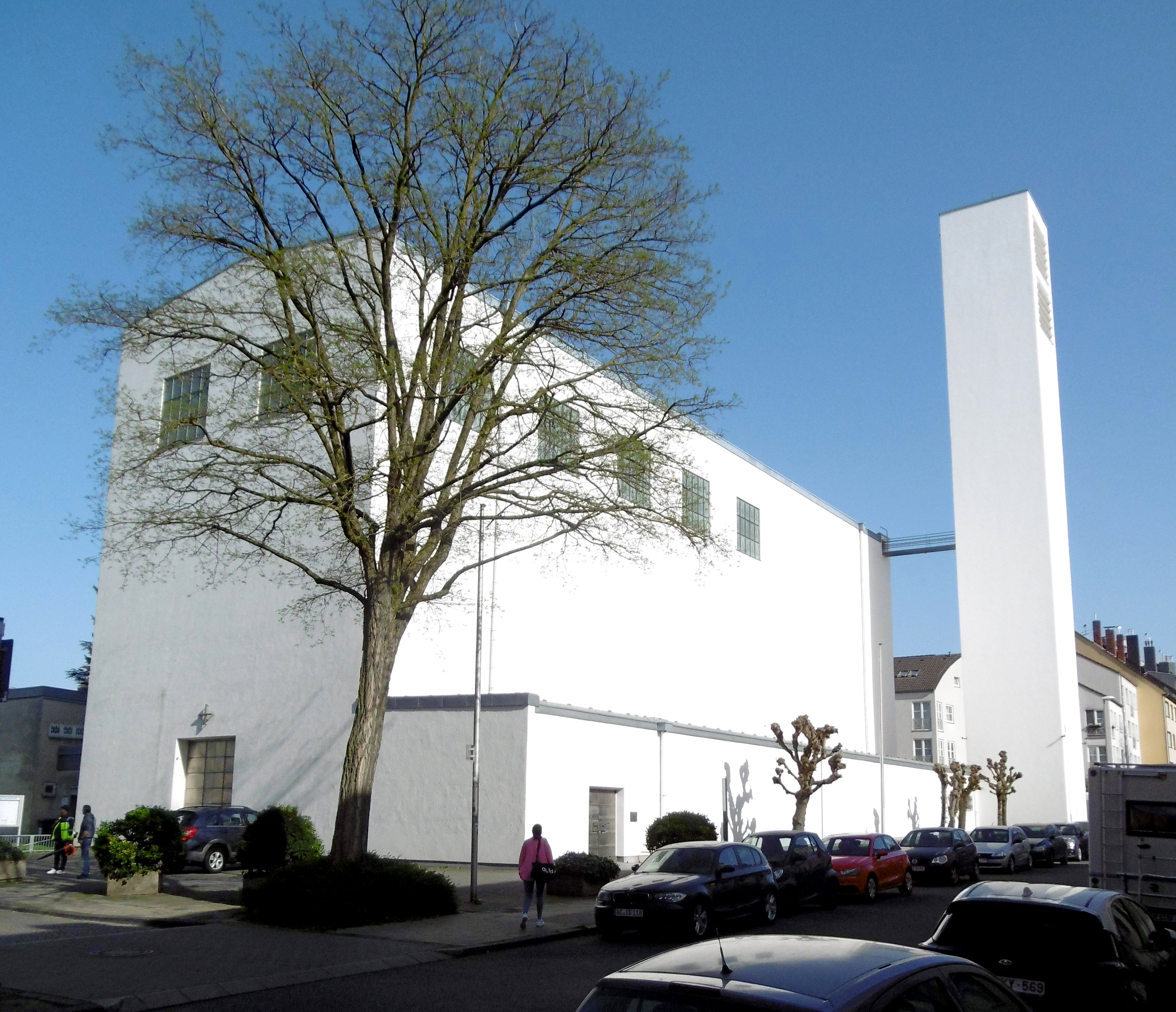
Rudolf Schwarz: St. Fronleichnam (Aachen), 1928–30
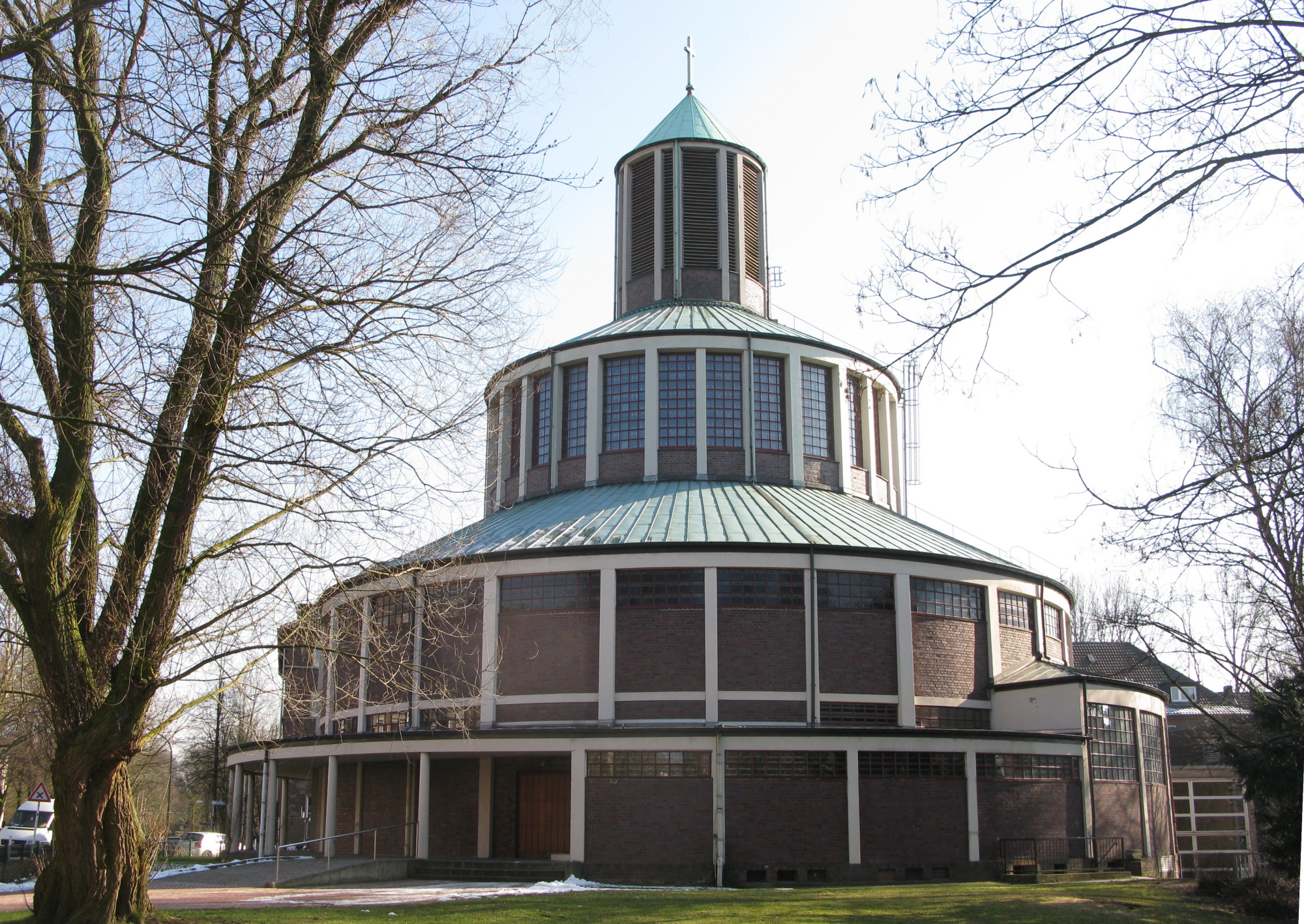
Otto Bartning: Auferstehungskirche (Essen), 1929–30
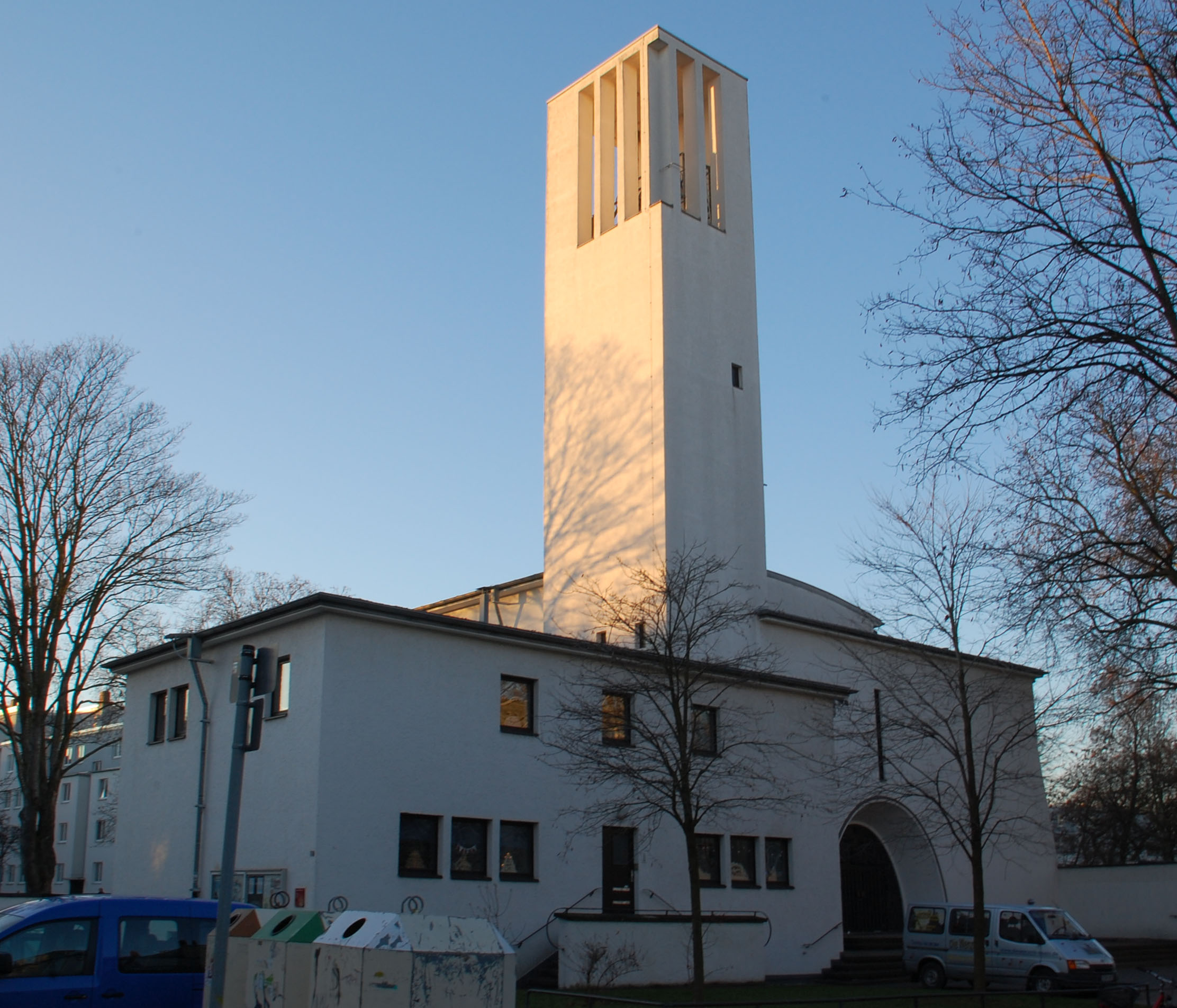
Theodor Merrill: Melanchthonkirche (Köln), 1929–30
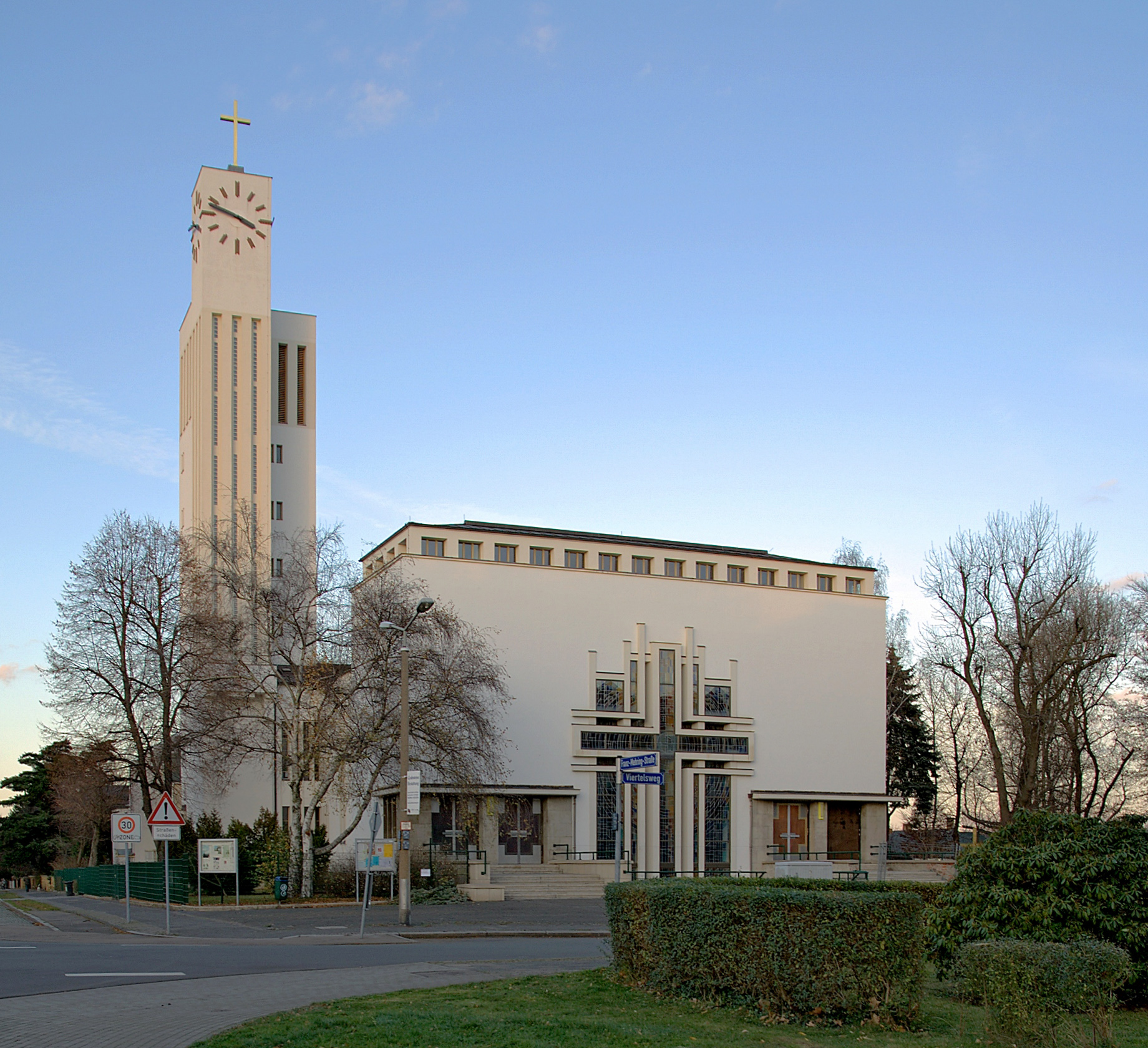
Hans Heinrich Grotjahn: Versöhnungskirche (Leipzig), 1930–32

## Kirchenbau im Nationalsozialismus
In der Zeit von 1933 bis 1937 wurden über 430 neue Kirchenbauten errichtet. Danach nahm die Bauaktivität aufgrund der militärischen Aufrüstung ab. In den Jahren von 1938 bis 1944 entstanden noch mindestens 120 Kirchenneubauten. Nach 1944 kam der Kirchenbau zum Erliegen.
Im Nationalsozialismus waren bestimmten Baugattungen spezifische architektonische Stilrichtungen zugeordnet:

„Der Sakralbau schließlich war traditionalistisch ausgerichtet. Vorherrschend waren ein romantisierender Stil, Inbegriff von Wehrhaftigkeit und Sehnsucht nach einem wiedererweckten deutschen Mittelalter, sowie, wenn es unter stadträumlichen und sozialen Gesichtspunkten angebracht schien, der ‚Heimatschutzstil’ mit der Propagierung ‚germanischer´ Wurzeln. Begleitende Kunstprogramme holten nationalsozialistische Motive, Symbole und Figuren unmittelbar in den Kirchenraum hinein.“

Ein typisches Beispiel für die zu Beginn des 20. Jahrhunderts aufgekommene Heimatschutzarchitektur ist die 1938 geweihte Abteikirche Münsterschwarzach. „Sakrale Kunst mit unterschiedlichen Merkmalen nationalsozialistischer Ideologie entstanden im Bereich beider Konfessionen. [...] Hitler selbst belohnte ausgewählte, D[eutsche]C[hristen]-dominierte Gemeinden mit Schenkungen.“ (Beate Rossié: Christenkreuz und Hakenkreuz S. 106f.)

## Nachkriegskirchenbau in Deutschland

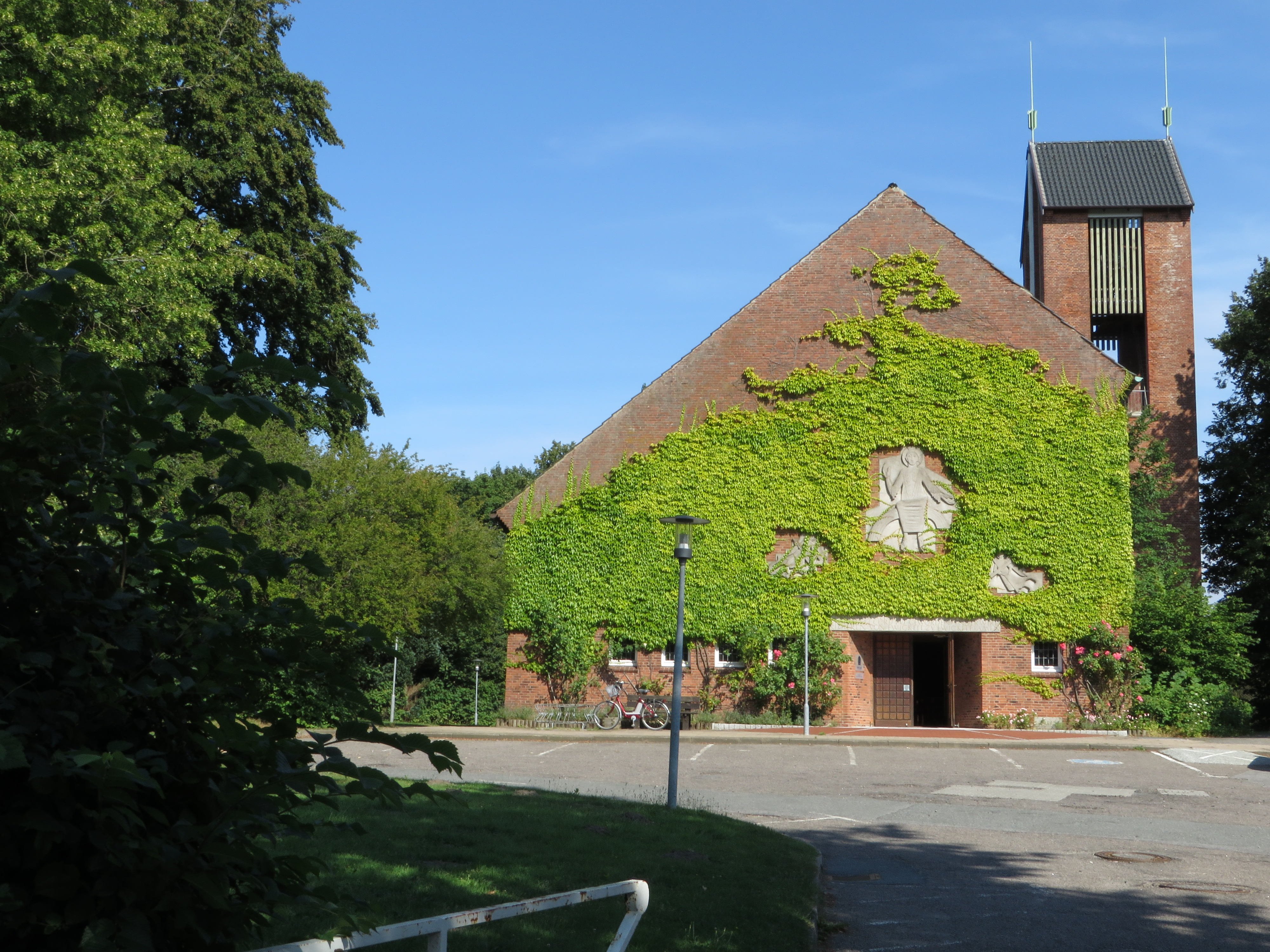
Die Christuskirche aus dem Jahr 1958 in Flensburg-Mürwik

Die Bomben des Zweiten Weltkrieges zerstörten sehr viele Kirchen. Manche dieser wurden aufgegeben und abgetragen, andere wurden als Ruine zum Mahnmal oder wieder in den ursprünglichen Zustand versetzt. Manche Ruine aber wurde von Baumeistern wie Rudolf Schwarz, Gottfried Böhm oder Hans Schilling mitunter völlig neu interpretiert. Es gab auch interessante Experimente. So baute Hans Schilling aus Trümmersteinen der alten Kölner Oper die Kirche Neu-St. Alban. Die romanische Kölner Kirche St. Maria im Kapitol hätte beinahe eine extreme Modernisierung erfahren. Aber man entschied sich letztlich doch für das traditionelle Erscheinungsbild.
Die erste Not linderte auf evangelischer Seite unter anderem das Notkirchenprogramm nach einem Entwurf von Otto Bartning: Industriell gefertigte Holzträger stützen ein Dach, während die Wände zwischen den Trägern aus Trümmerziegeln errichtet werden. Etwa 50 dieser Notkirchen wurden errichtet, heute stehen davon nur noch sehr wenige.
Nach dem Wiederaufbau der kriegszerstörten Kirchen wurden vornehmlich Lücken geschlossen, beispielsweise die Christuskirche im Flensburger Stadtteil Mürwik, in dem sich nach dem Zweiten Weltkrieg viele Flüchtlinge ansiedelten und wo zudem durch den Stützpunkt Flensburg-Mürwik weitere Bevölkerung hinzukam, so dass 1958 eine moderne Garnisonskirche errichtet wurde. Sehr viele kleinere Ortschaften, zum Beispiel Herbitzheim, erhielten nun ebenfalls eine Kirche. So wurde beispielsweise am 17. August 1975 die Kirche St. Barbara in Herbitzheim eingeweiht.
Ebenso führten die kriegsbedingten Flüchtlingsbewegungen zur Gründung von Gemeinden in der bisherigen Diaspora. So entstanden in den 1950er- bis 1970er-Jahren zahlreiche evangelische Kirchen in früher überwiegend katholischen Gegenden und umgekehrt.
In der DDR war Kirchenbau nicht populär. Nach dem Krieg wurden viele durch englische und amerikanische Bombardierung beschädigte Kirchen abgerissen. Das betraf auch solche, die durchaus hätten gerettet werden können. Später, nach diesen kulturrevolutionären Einschnitten in den Kirchenbestand, wurde dem sakralen Kulturerbe mehr Aufmerksamkeit geschenkt. Neue Kirchen entstanden in der DDR, die in der Liste in der DDR errichteter Sakralbauten genannt werden.

## Kirchenbau ab den 1950er-Jahren
Da es keine allgemeinen Vorschriften mehr über Grundriss und Materialien eines Kirchenbaus gab, war den Architekten in Zusammenarbeit mit den Gemeinden und Kirchenleitungen hier weitgehend freie Hand gelassen. Als Baumaterial wurden vor allem Bruchstein, Ziegel oder Beton gewählt, Stahl und Glasbausteine kommen eher selten vor. Manche Architekten, wie zum Beispiel Gottfried Böhm, der Sohn von Dominikus Böhm, bevorzugten Bauten aus Sichtbeton, mit oft gewagten Dachformen. Bekanntestes Beispiel ist wohl die Wallfahrtskirche in Neviges, welche das Zeltdach des wandernden Gottesvolkes symbolisieren soll.

### Grundrissformen

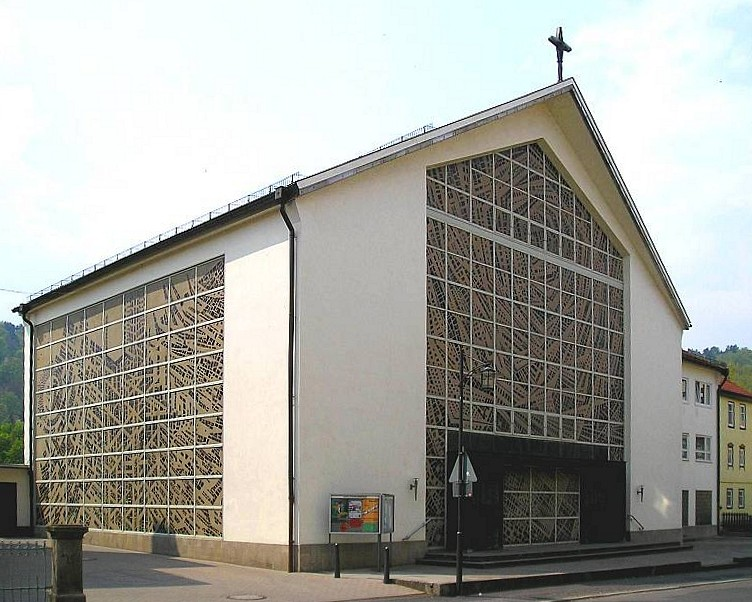
Beispiel eines modernen Kirchenbaus in der DDR – die kath. Kirche in Meiningen, geweiht 1972

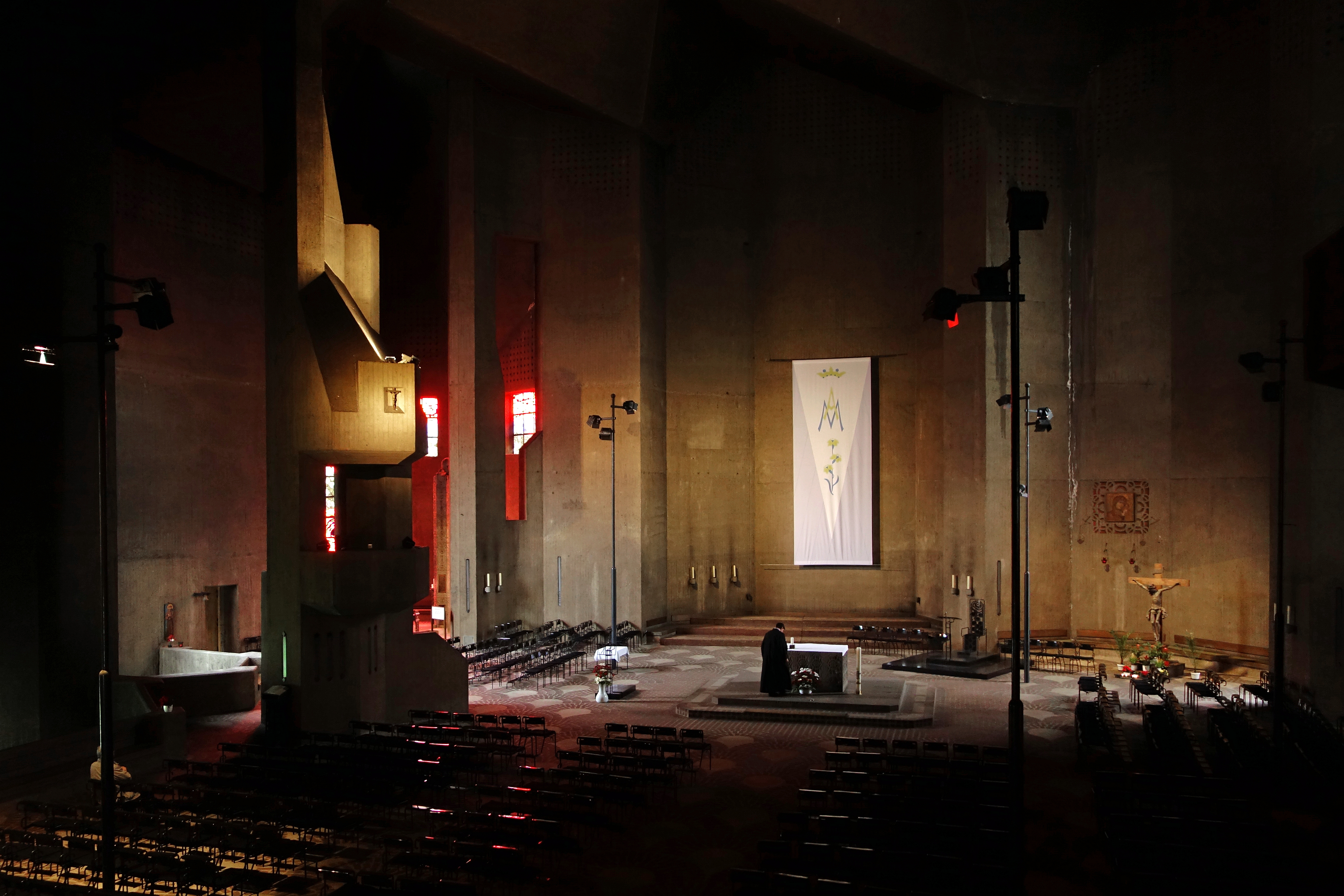
Inneres des Nevigeser Wallfahrtsdomes (geweiht 1968)

Andere Architekten, wie zum Beispiel der in Süddeutschland wirkende Hans Schädel, bevorzugten das Trapez als Grundrißform. Auch die Parabel als überdimensionale Apsis, welche den ganzen Kirchenraum umfasst und somit die Gemeinde in den Altarraum mit einbezieht, wurde oft verwendet. Beispiele dafür sind die Heilig-Kreuz-Kirche in Bottrop (1952–57) von Rudolf Schwarz oder die Dreifaltigkeitskirche in Hamburg-Hamm (1953–57) von Reinhard Riemerschmid.
Eine weitere sehr oft verwendete Grundrissform ist der Zentralbau, also ein Kirchenraum ohne erkennbare Längsausrichtung. Dies geschah entweder in Abwandlung des Quadrats oder eines quergestellten Rechtecks, als regelmäßiges Vieleck, in Kreisform oder als kreuzförmiger Grundriss mit etwa gleich langen Armen. Frühe Beispiele dafür sind die Auferstehungskirche (Essen), 1929–30 von Otto Bartning errichtet und St. Engelbert in Köln-Riehl, 1931 von Dominikus Böhm errichtet und damals so revolutionär, dass der Kölner Erzbischof sich zunächst weigerte, die Kirche zu weihen.
Erster Zentralbau nach dem Krieg ist die halbkreisförmige Heilig-Kreuz-Kirche in Mainz-Zahlbach, 1954 von Richard Jörg errichtet.
Danach kamen in rascher Folge weitere Zentralbauten hinzu. Beispiel hierfür ist die Herz-Jesu-Kirche in Weinheim-Oberflockenbach von Albert Boßlet (1957). Bei ihr handelt es sich um einen quadratischen Zentralbau, der nach oben zu einem Achteck zuläuft und von einem Zeltdach überspannt wird. Weitere Beispiele sind die Kirche zur Heiligen Familie in Oberhausen (1958, Rudolf Schwarz) auf quadratischem Grundriss, die Christuskirche in Düren (1953, Helmut Hentrich und Hubert Petschnigg) auf kreuzförmigem Grundriss, St. Johann von Capistran in München (1959, Sep Ruf) auf kreisförmigen Grundriss, die Auferstehungskirche in Schweinfurt (1959, Olaf Andreas Gulbransson) auf achteckigem Grundriss oder die Johannes-Baptista-Kirche in Karlsruhe-Durlach (1964, Rainer Disse) auf sechseckigem Grundriss.
Andere Architekten bevorzugten unregelmäßige Grundrisse, oft auch mit gebogenen Mauern. Als Beispiel soll hier die Matthäuskirche in München (1955, Gustav Gsaenger) genannt werden.

## Kirchenbau und neue Konzepte seit den 1960er-Jahren

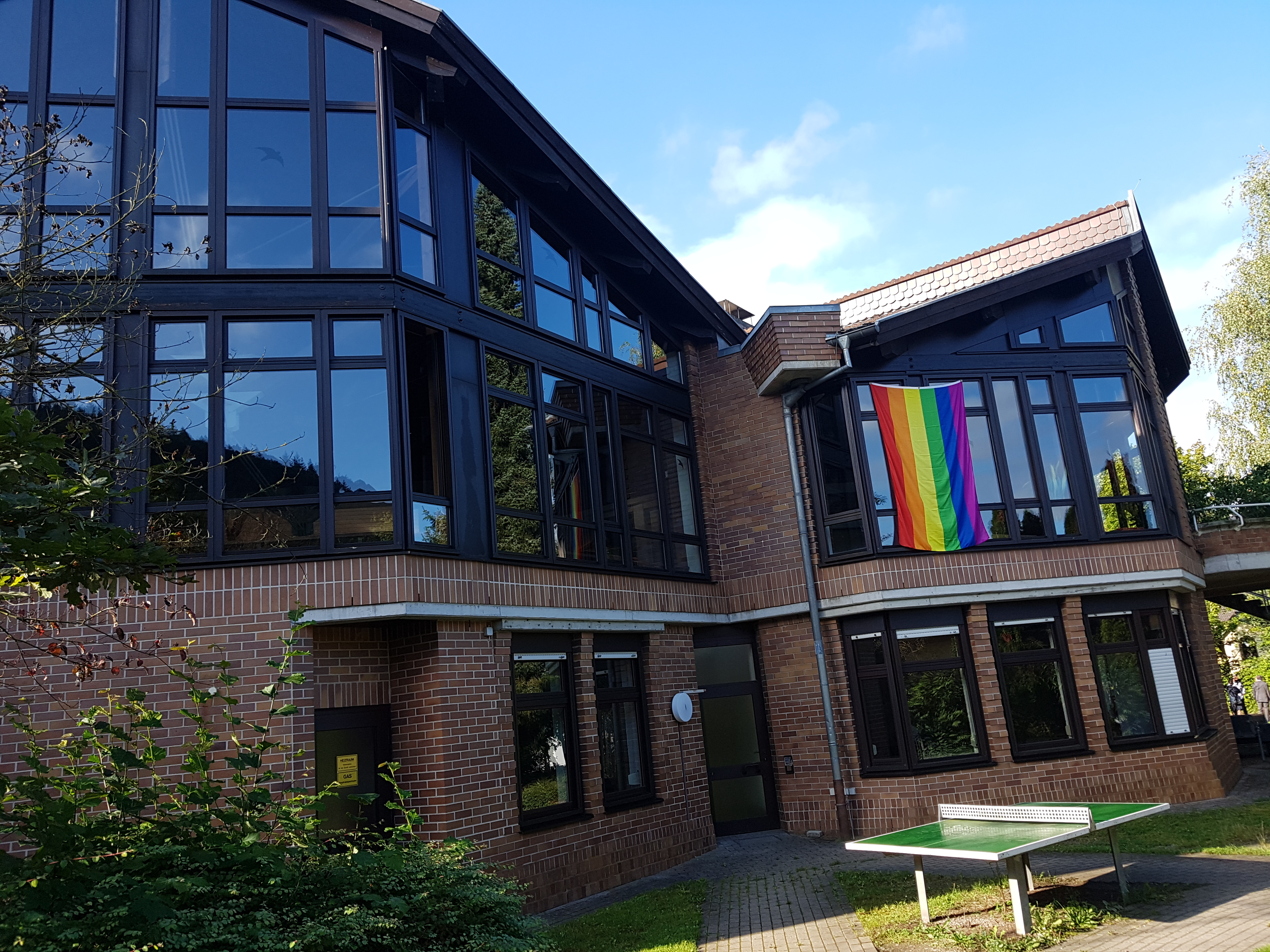
Ökumenisches Gemeindezentrum Arche in Neckargemünd

Gegen Mitte der 1960er-Jahre wurde überwiegend im evangelischen Raum eine Tendenz zum funktionalen Gemeindezentrum deutlich, bei dem in einem Gebäudekomplex Räumlichkeiten für verschiedene Funktionen der Gemeinde und eventuell anderer kirchlicher Einrichtungen zusammengefasst, die sonst oft in separaten Gebäuden angesiedelt sind (im Kirchengebäude, in einem Gemeindehaus, im Pfarrhaus, Kindergarten etc.). Ein solches Beispiel, auf beengtestem Raum errichtet, stellt das evangelische Jeremiahaus (1964) in der Kölner Innenstadt dar. In einem Gemeindezentrum bilden mehrere Räume, oft auch mit beweglichen Wänden zu einem größeren Raum zusammenfassbar, das Zentrum der Gemeindearbeit. Einer dieser Räume ist dabei der Gottesdienstraum. Auch dabei gibt es verschiedene Konzeptionen: Im häufigsten Konzept ist der Gottesdienstraum durch Nebenräume erweiterbar, in anderen Konzepten wird der größte Raum, welcher in der Woche für die Gemeindearbeit genutzt wird, am Sonntag zum Gottesdienstraum. In einer Verbindung beider Konzepte bleibt der Altarbereich als kleine Alltagskapelle in einem Raum, dem am Sonntag durch das Verschieben von Wänden der Raum für die Gemeinde hinzugefügt wird. Beispielhaft dafür ist das St.-Paulus-Gemeindezentrum in Burgdorf bei Hannover, entworfen von Paul Posenenske.
Diese Funktionalisierung kirchlicher Räume rief aber auch zahlreiche Kritiker auf den Plan, die hier eine Unterordnung des Heiligen unter ökonomische Prämissen sahen. Heinz Rall beispielsweise verteidigte bei seinen durchaus modernen Kirchenbauten immer die „Sakralität“. Und tatsächlich haben viele Kirchengemeinden mit solchen mehrfunktionalen Räumen mittlerweile den Gottesdienstraum als solchen Raum durch die Innengestaltung deutlich hervorgehoben. Neueste Kirchenbauten sehen wieder einen Raum vor, der allein für den Gottesdienst gedacht ist.
Eine weitere Entwicklung insbesondere seit den 1970er Jahren bestand und besteht teilweise heute noch in Versuchen, im Rahmen der Ökumenischen Bewegung gemeinsame Gemeindezentren evangelischer und katholischer Gemeinden zu bauen, was spezielle Anforderungen an die Architektur stellt. Hierbei entstanden zum Beispiel Gebäudekomplexe wie 1980–1982 die Arche in Neckargemünd, welche neben diversen Gemeinderäumen zwei große Gottesdiensträume aufweist, die durch eine bewegliche Wand voneinander getrennt bzw. vereinigt werden können. Monatlich finden dort ökumenische Gottesdienste statt.

### Kirchenbau nach dem Zweiten Vatikanischen Konzil
Das Zweite Vatikanische Konzil (1962 bis 1965) betrachtete den Kirchenbau im größeren Rahmen der sakralen Kunst; es eröffnete dem Kirchenbau im Bereich der römisch-katholischen Kirche einen Freiraum, indem es jeglichem Historismus eine Absage erteilte und ausführte: „Die Kunst unserer Zeit und aller Völker und Länder soll in der Kirche Freiheit der Ausübung haben, sofern sie nur den Gotteshäusern und den heiligen Riten mit der gebührenden Ehrfurcht und Ehrerbietung dient.“ Für den Kirchenbau stellte das Konzil nur zwei allgemeine Bedingungen: Die Verantwortlichen sollen „mehr auf edle Schönheit bedacht sein als auf bloßen Aufwand“, und die Kirchenbauten müssten „für die liturgischen Feiern und für die tätige Teilnahme der Gläubigen geeignet“ sein.
Seit dem Zweiten Vatikanischen Konzil wurde in der Katholischen Kirche angestrebt, den Altar freistehend und näher an die Gläubigen herangerückt zu positionieren. In diesem Sinne entstanden als Neubau und durch Umbau viele Kirchen mit einem solchen Volksaltar. (Siehe auch Volksaltar im Kontext der Liturgiereform seit 1964). Es entwickelte sich eine Vielfalt von möglichen Konstellationen und Raumgestaltungsmöglichkeiten. Teilweise ist die Gemeinde sogar im Kreis oder Halbkreis um den Altar versammelt. Ein Beispiel für eine neu errichtete Kirche mit mittigem Altar aus den 1970er-Jahren ist die Kirche St. Laurentius in Buchbach (Oberfranken), ein zeitgenössisches Beispiel für einen Umbau mit in der Mitte angeordnetem Altar wird die St.-Hedwigs-Kathedrale in Berlin, ein runder Zentralbau, der im Rahmen einer grundlegenden Sanierung und Neugestaltung gerade in diesem Sinne umgebaut wird (bis voraussichtlich 2023). Der Umbau beruft sich ausdrücklich auf die Intentionen des Zweiten Vatikanischen Konzils.

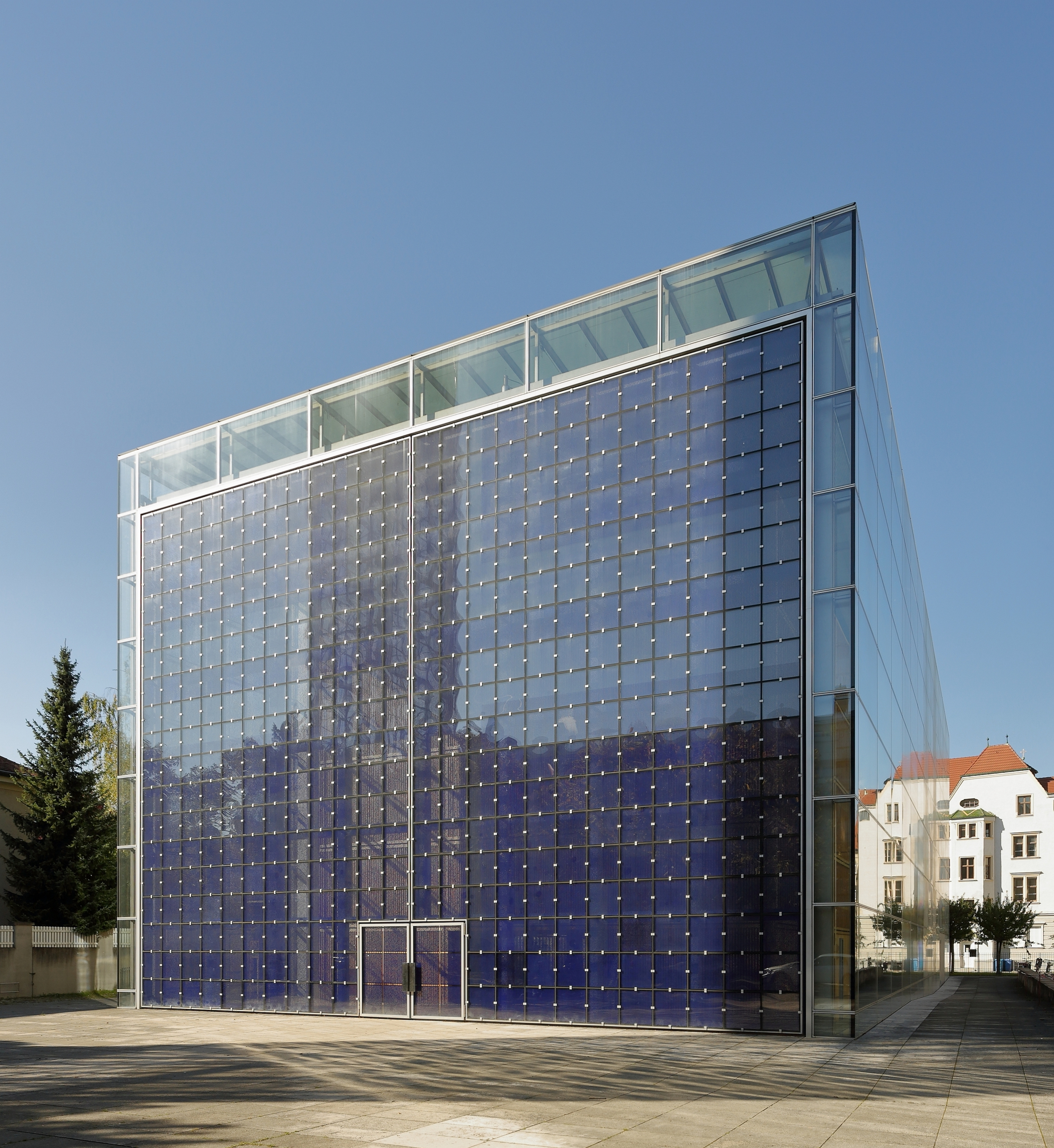
Herz-Jesu-Kirche in München-Neuhausen, geweiht am 26. November 2000
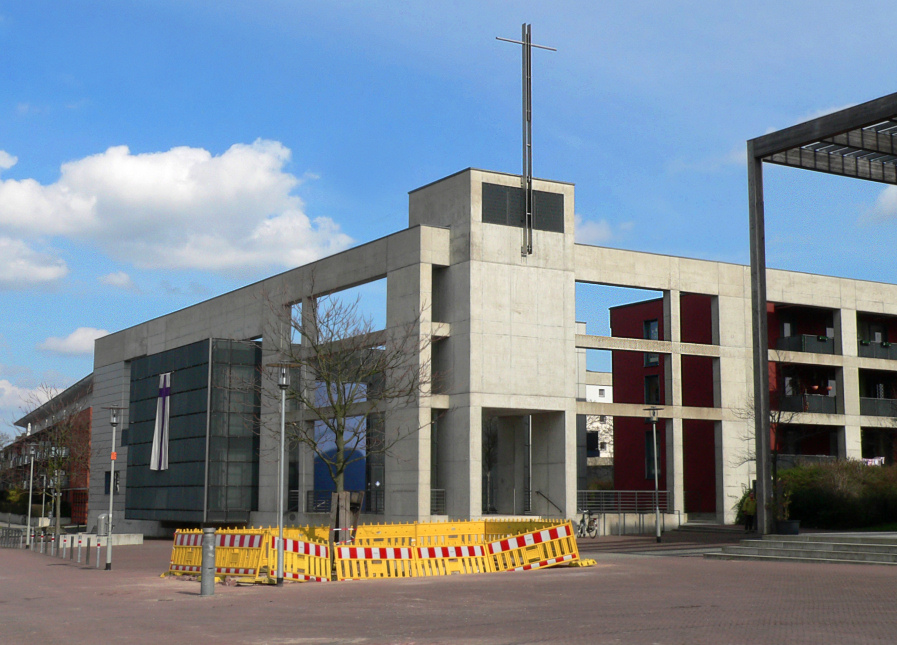
Evangelisches Kirchenzentrum Kronsberg, (Expo-Siedlung, Kronsberg, Hannover), in Gebrauch seit 8. Oktober 2000
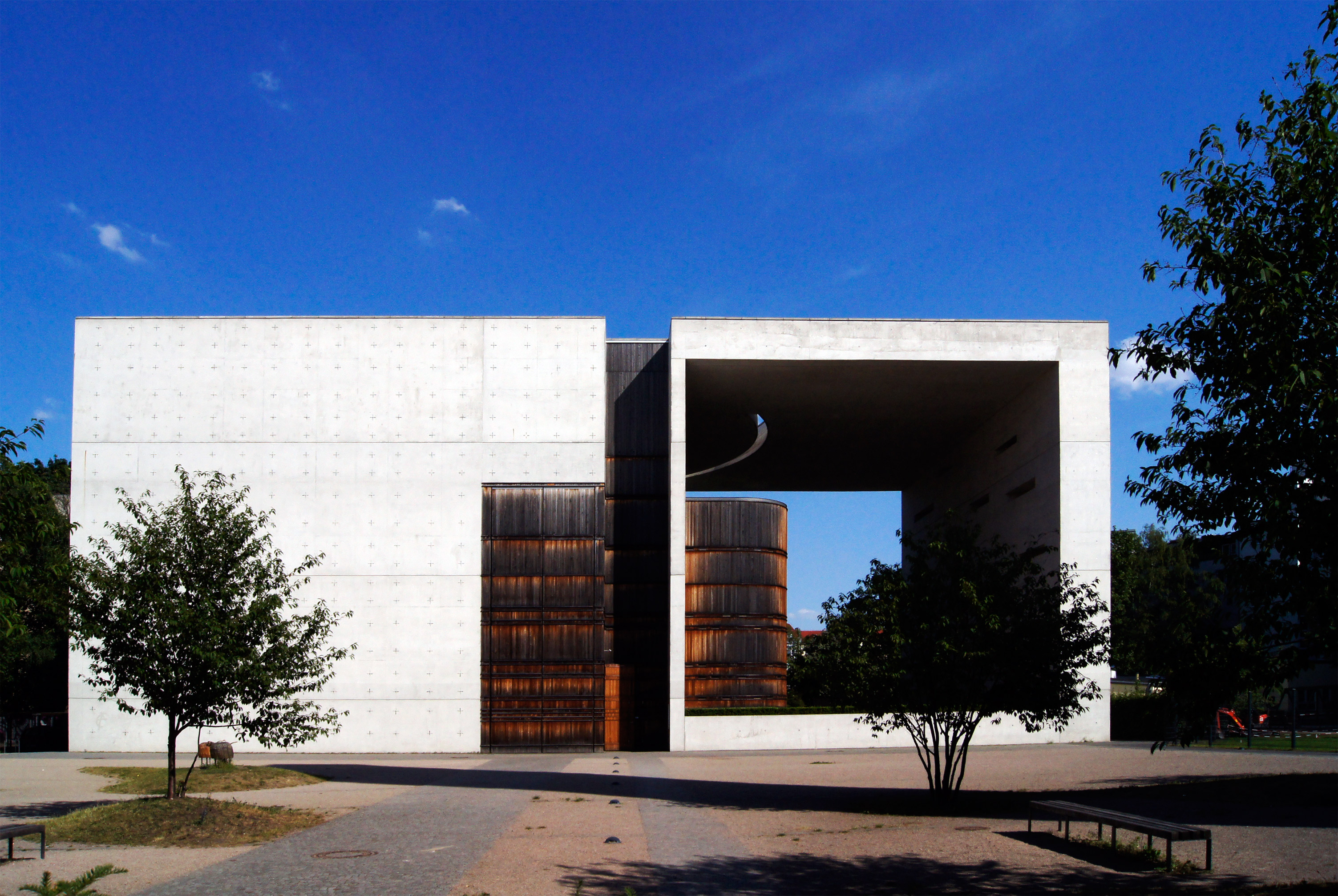
St. Canisius (Berlin), geweiht am 28. Juni 2002
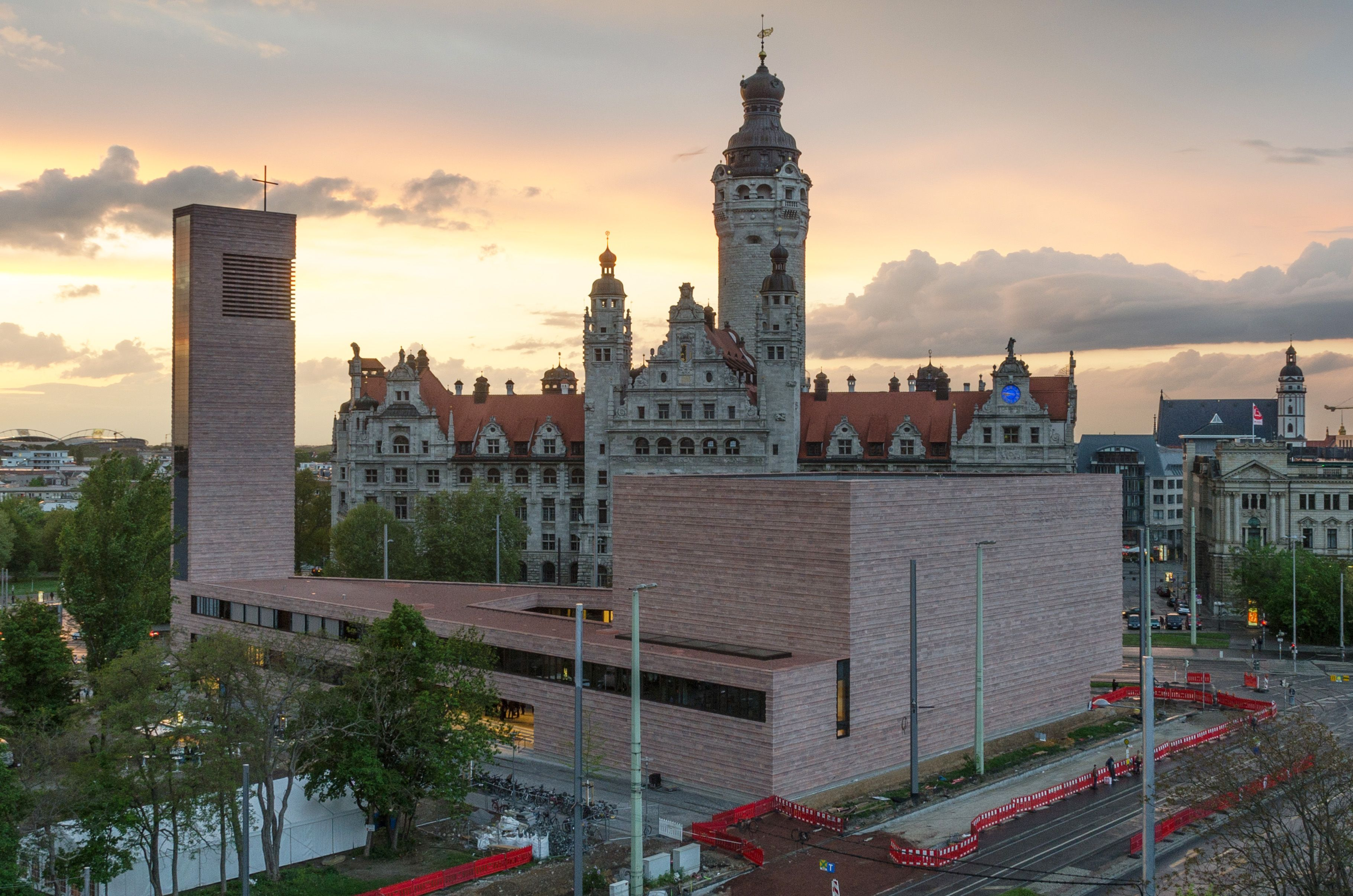
Propsteikirche St. Trinitatis Leipzig, geweiht am 9. Mai 2015
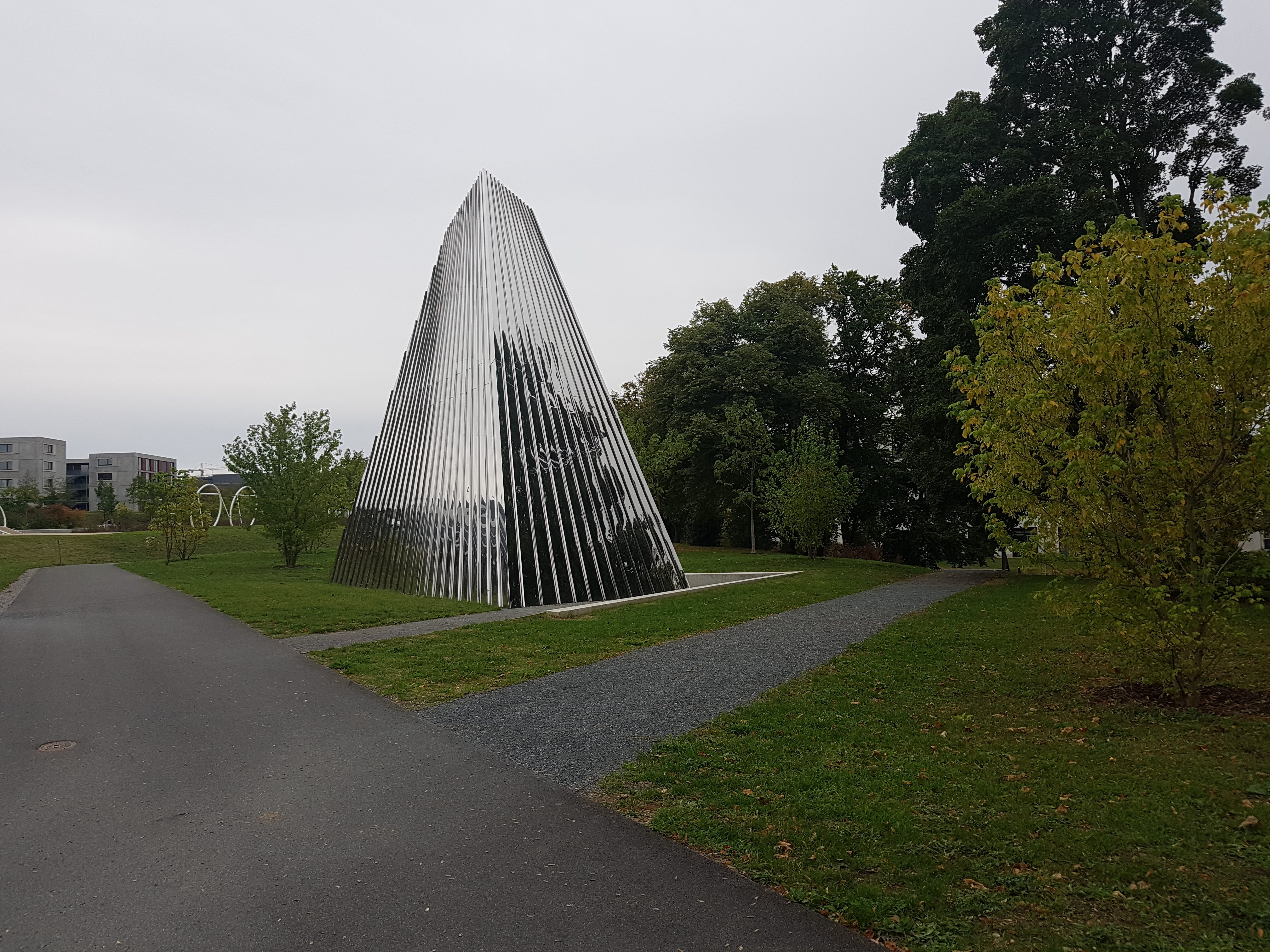
Ökumenische Trinitatis-Kapelle in Würzburg, geweiht am 25. Oktober 2019

## Zeitgenössischer Kirchenbau

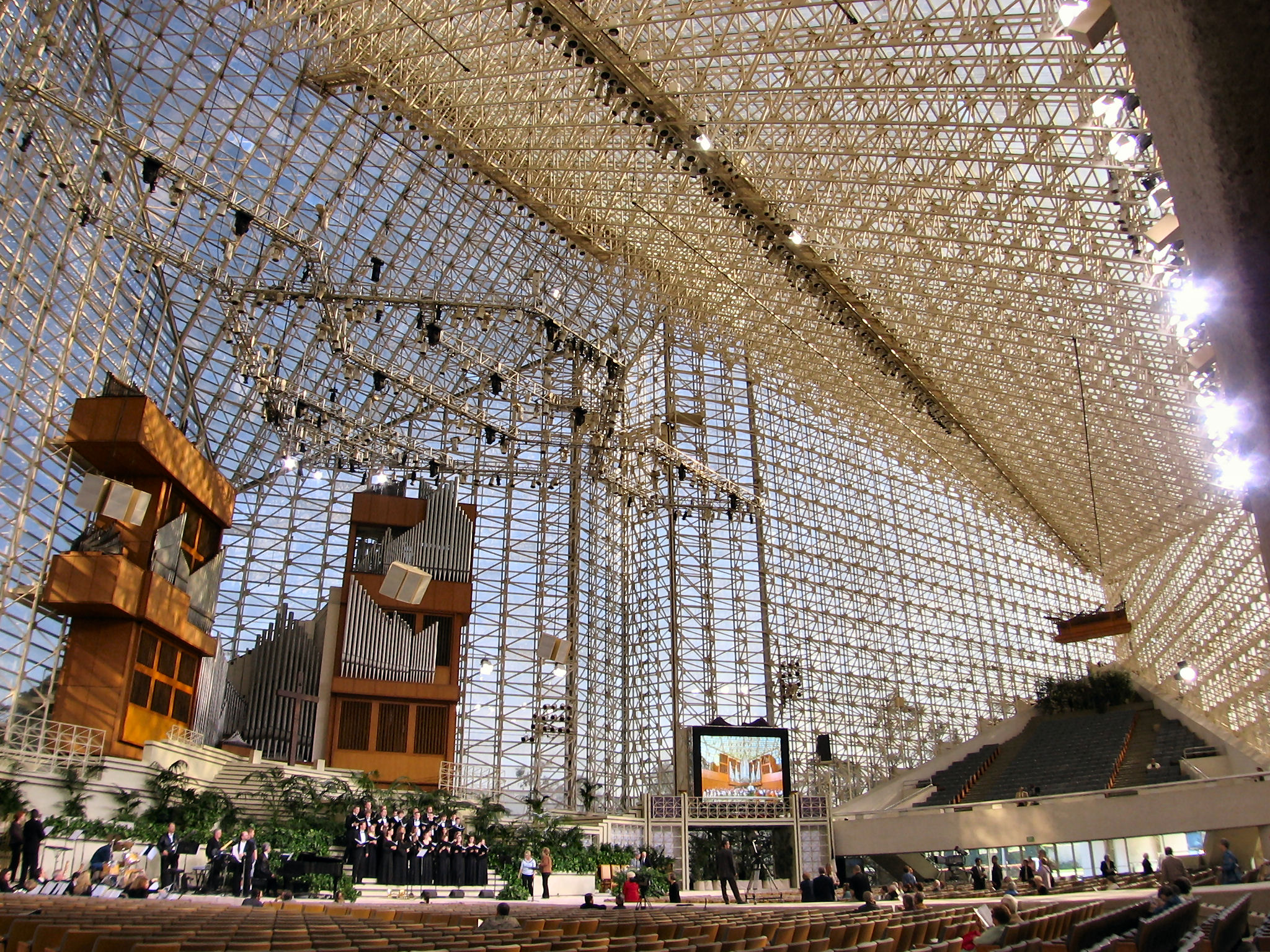
Innenansicht der Crystal Cathedral in Garden Grove, Kalifornien.

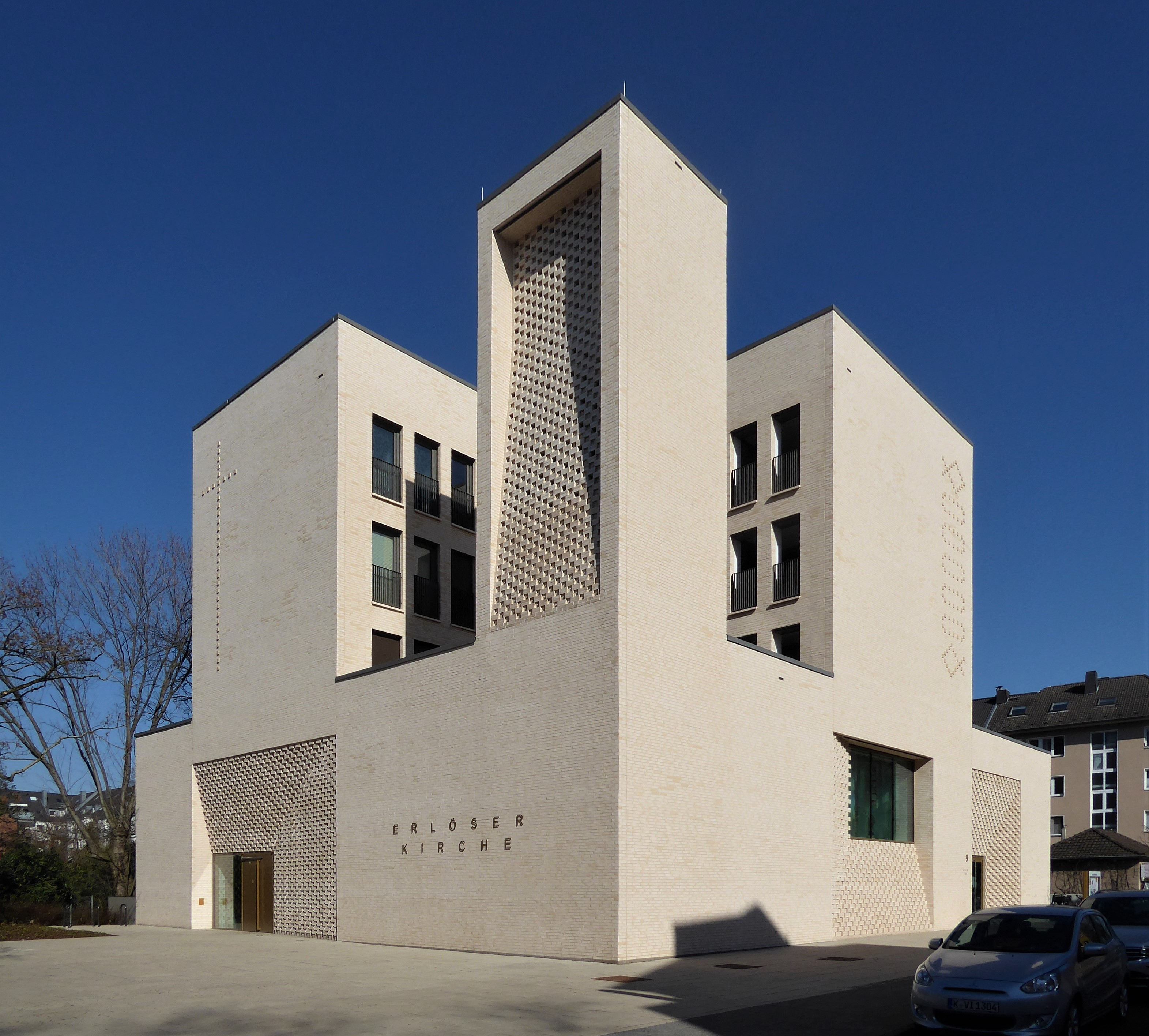
Evangelische Erlöserkirche in Köln-Weidenpesch, eingeweiht im November 2022.

Zu Beginn des 21. Jahrhunderts werden in Deutschland nur noch wenige Kirchen neu errichtet. Neubauten finden vor allem noch dort statt, wo die Kirchengemeinden durch Zuzug wachsen. Dies zeigt sich z. B. bei mehreren neu fertiggestellten Kirchen in München, wie Herz-Jesu im dortigen Stadtteil Neuhausen, beim Neubau der Leipziger Trinitatiskirche oder auch an anderen Orten mit steigender Bevölkerung. An manchen Orten werden neue Gotteshäuser als Ersatz besonders für Kirchenbauten der 1960er- und 1970er-Jahre erstellt, die wegen Baumängeln oder Beschädigungen ersetzt werden müssen. Zu den Anfang des 21. Jahrhunderts entstandenen Kirchenneubauten zählt das Evangelische Kirchenzentrum Kronsberg. Es wurde für die ab 1998 entstandene Expo-Siedlung nahe dem Gelände der Expo 2000 errichtet. Zur Landesgartenschau Würzburg 2018 erbauten die katholische Diözese und das evangelisch-lutherische Dekanat Würzburg gemeinsam auf dem dortigen Hubland eine ökumenische Wegkapelle namens Trinitatis in markanter Architektur (Pyramiden-ähnliche Form mit spiegelnder Außenhaut aus Blech). Sie wurde im April 2018 fertiggestellt und im Oktober 2019 als ökumenisch genutzter Gottesdienstraum geweiht und gesegnet.
Da die Zahl der praktizierenden Gläubigen insgesamt jedoch abnimmt, ist in verschiedenen Gegenden Deutschlands zu viel Kirchraum vorhanden und wird zum Teil stillgelegt. Das heißt, er wird entweder einer profanen Nutzung übergeben oder abgetragen (siehe Kirchenschließung).

## Moderner Kirchenbau in Österreich

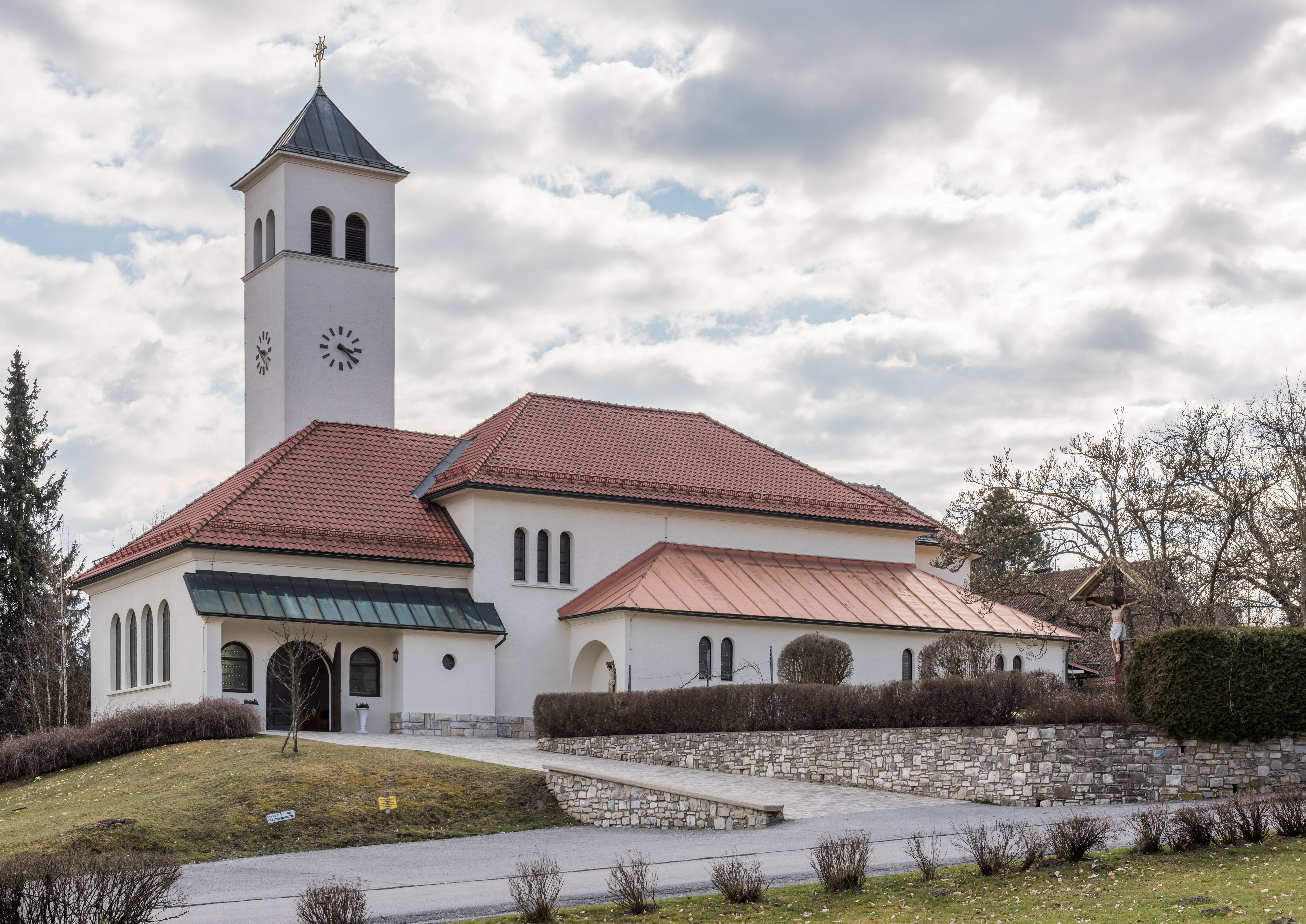
Pfarrkirche Velden am Wörther See, Kärnten

Der moderne Kirchenbau in Österreich begann Mitte der 1920er-Jahre. Erst ab 1934 entwickelte sich durch gezielte Förderung des Kirchenbaus der ständestaatlichen Regierung eine rege Bautätigkeit, die nach dem „Anschluss Österreichs“ 1938 völlig zum Erliegen kam. In dieser Zeit war vor allem Clemens Holzmeister gefragter Architekt, der neue Maßstäbe setzte und seinen eigenen Stil entwickelte (z. B. Bregenz-Mariahilf, Wien-Dornbach, Wien-Neufünfhaus, Wien-Krim).

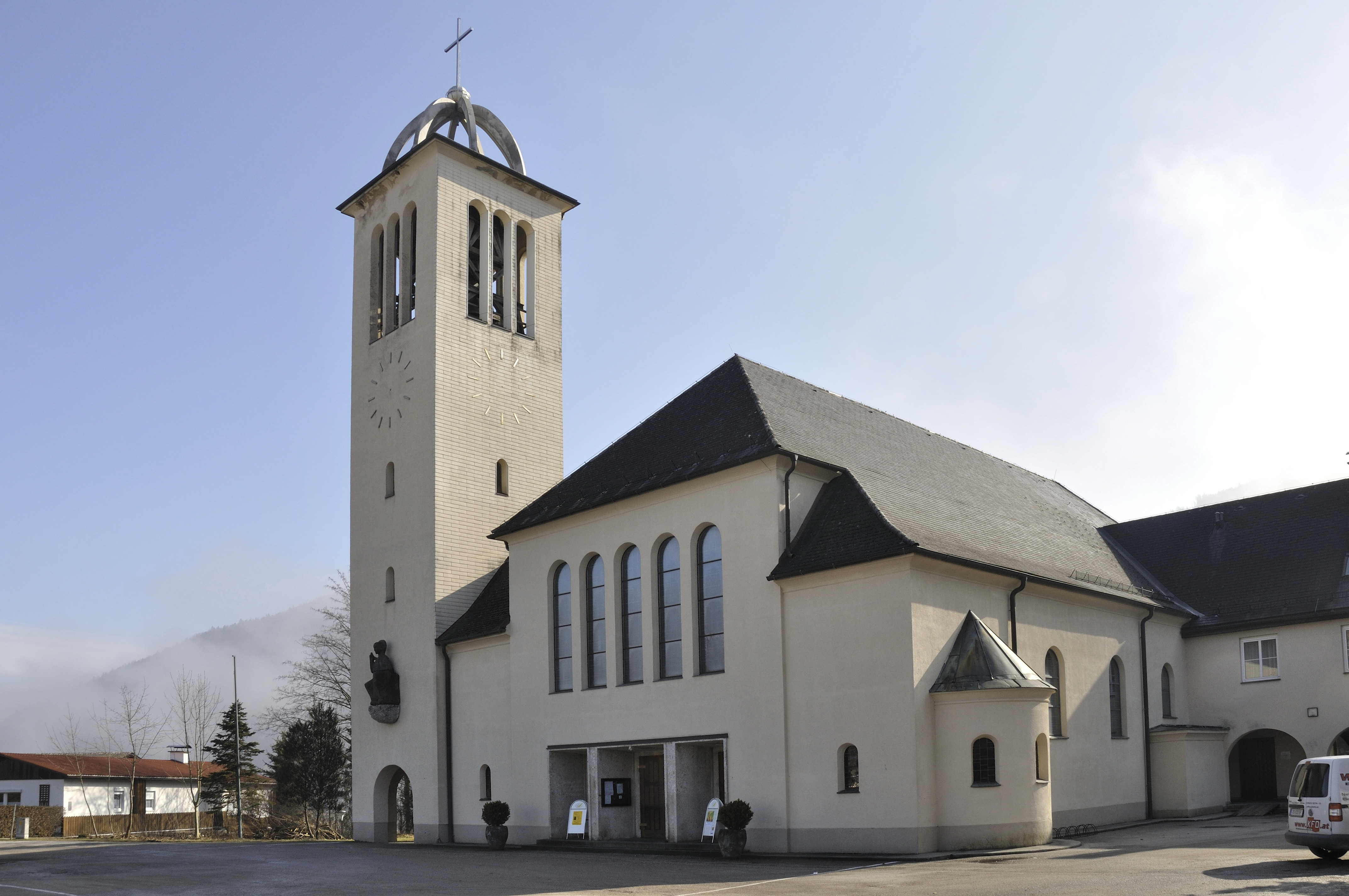
Pfarrkirche Scharnstein, Oberösterreich

Nach dem Zweiten Weltkrieg wurden erst ab etwa 1948, vor allem im ländlichen Raum und in neu entstandenen Stadtteilen, wieder neue Kirchen gebaut. Zahlreiche entstanden in den 1950er- und 1960er-Jahren. Ende der 1970er-Jahre war der Bedarf neuer Gotteshäuser allmählich gedeckt und nach 1990 gibt es nur mehr sehr vereinzelt Neubauten (z. B. 2001 Pfarrkirche Steyr-Resthof, 2010 Seelsorgezentrum Lichtenberg).
Vor allem in den größeren Städten sind Kirchen im modernen Stil entstanden (z. B. Wien-Gatterhölzl, Wien-Liesing, Autal bei Graz, Linz-Froschberg, Linz-Auberg, Wels-Vogelweide, Ansfelden-Haid).
In Kleinstädten und am Land wurden bis um 1960 meist Mischformen zwischen Moderne, Heimatschutzstil und Historismus verwendet (z. B. Velden, Klaffer am Hochficht, Neußerling, Pfandl bei Bad Ischl, Baden-St.Christoph, Bad Erlach, Guntramsdorf, Horitschon, Gmünd-Herz Jesu, Kufstein-Sparchen, Reindlmühl).
Namhafte Architekten des modernen Kirchenbaus in Österreich sind Clemens Holzmeister, Josef Vytiska, Hans Feichtlbauer, Hans Foschum, Josef Friedl, Robert Kramreiter, Karl Holey, Gottfried Nobl und Josef Lackner, die zahlreiche Kirchen der 1920er- bis 1970er-Jahre in Österreich entwarfen.

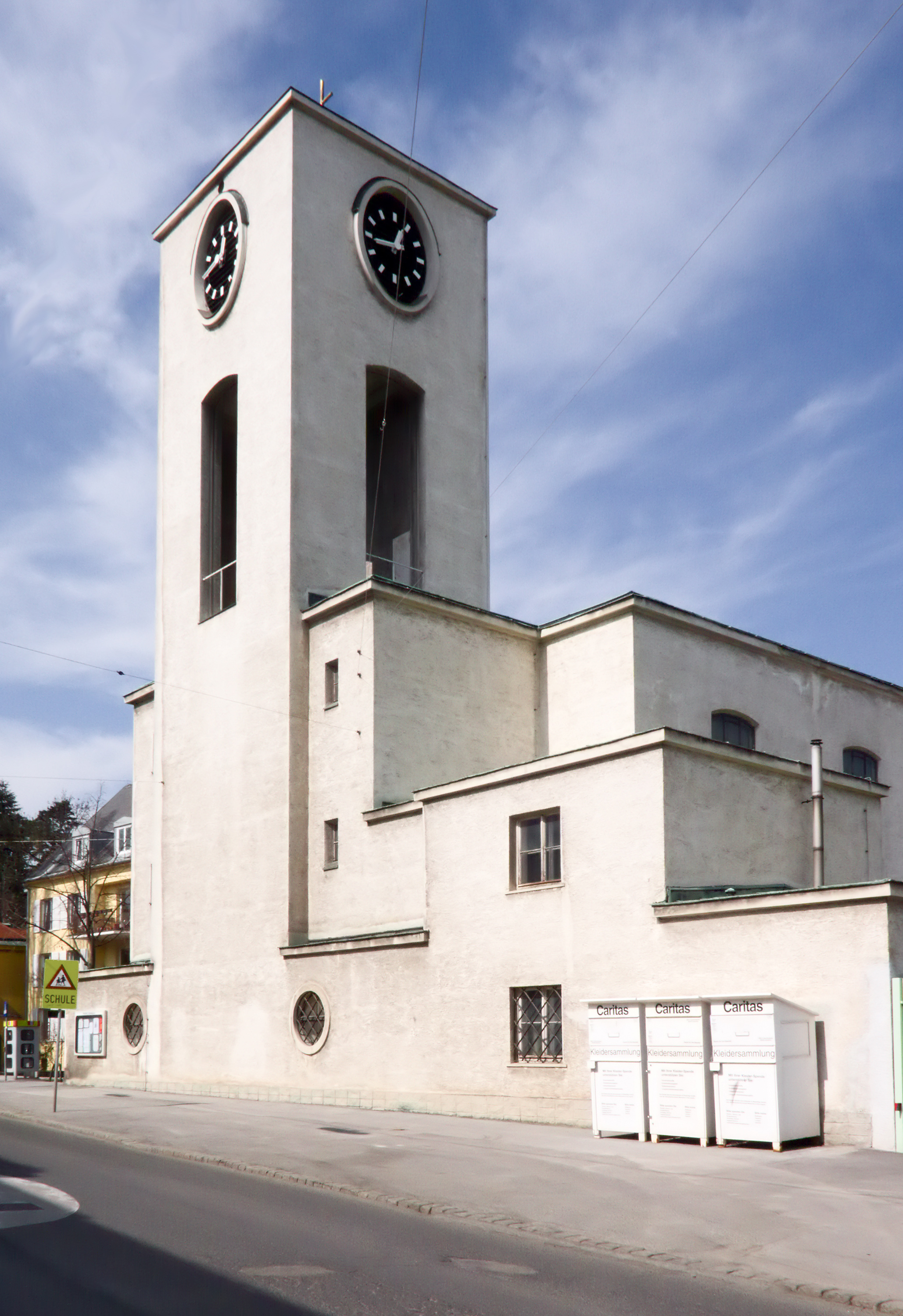
C. Holzmeister: Wien-Dornbach, 1931–32
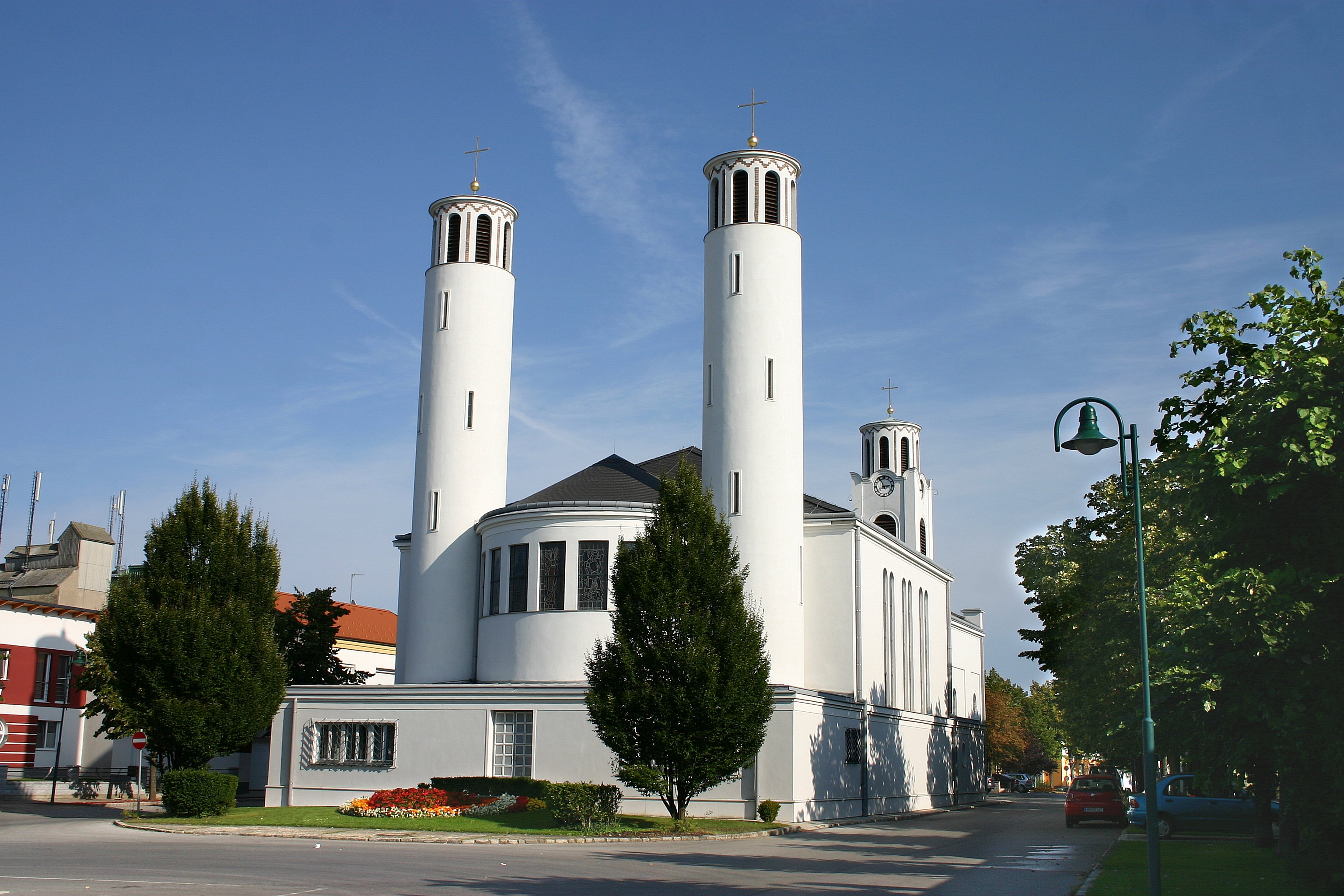
K. Holey: Andau, 1931
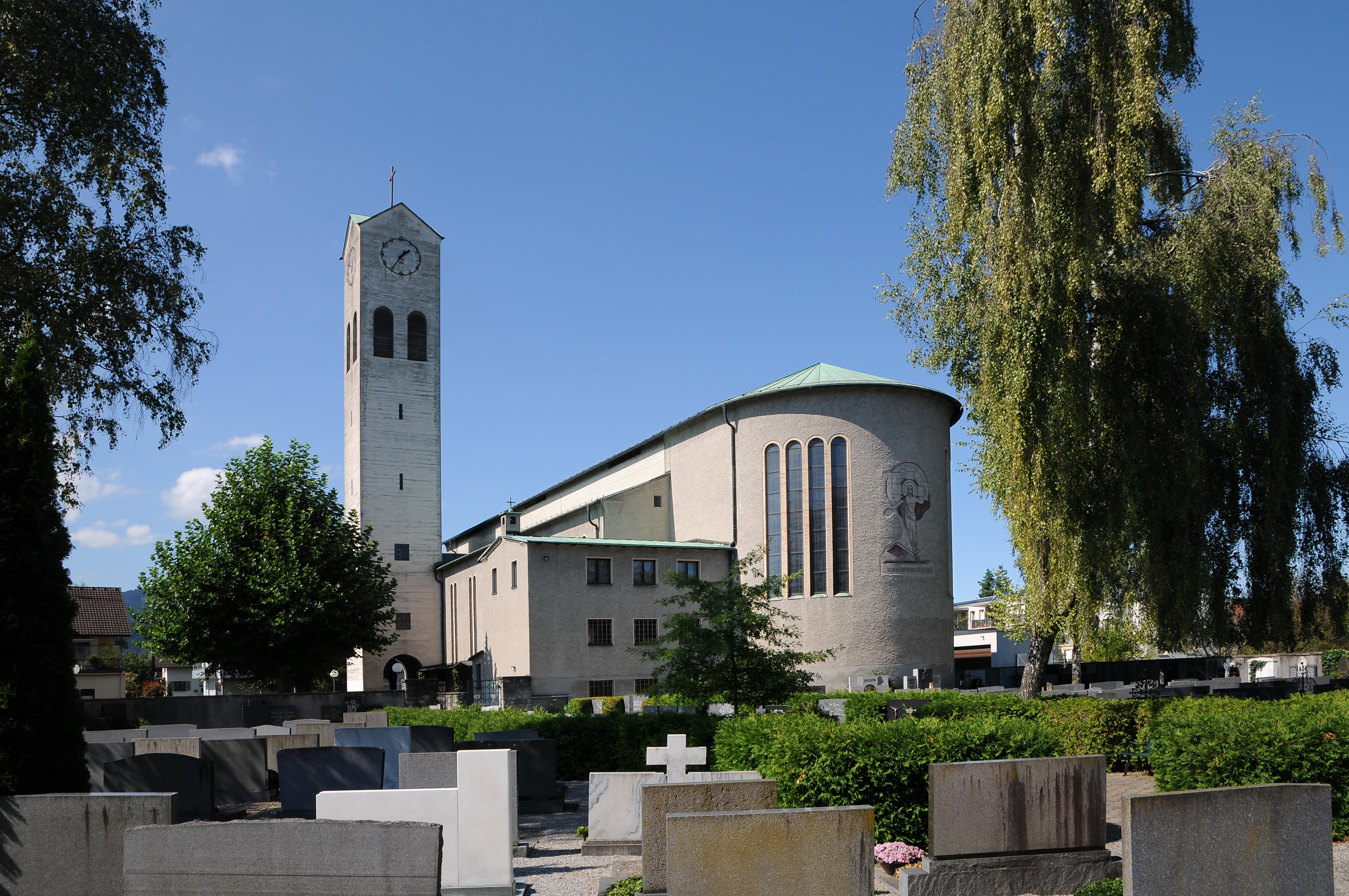
W. Braun, E. Thurnher: Lustenau-Erlöserkirche, 1933–35
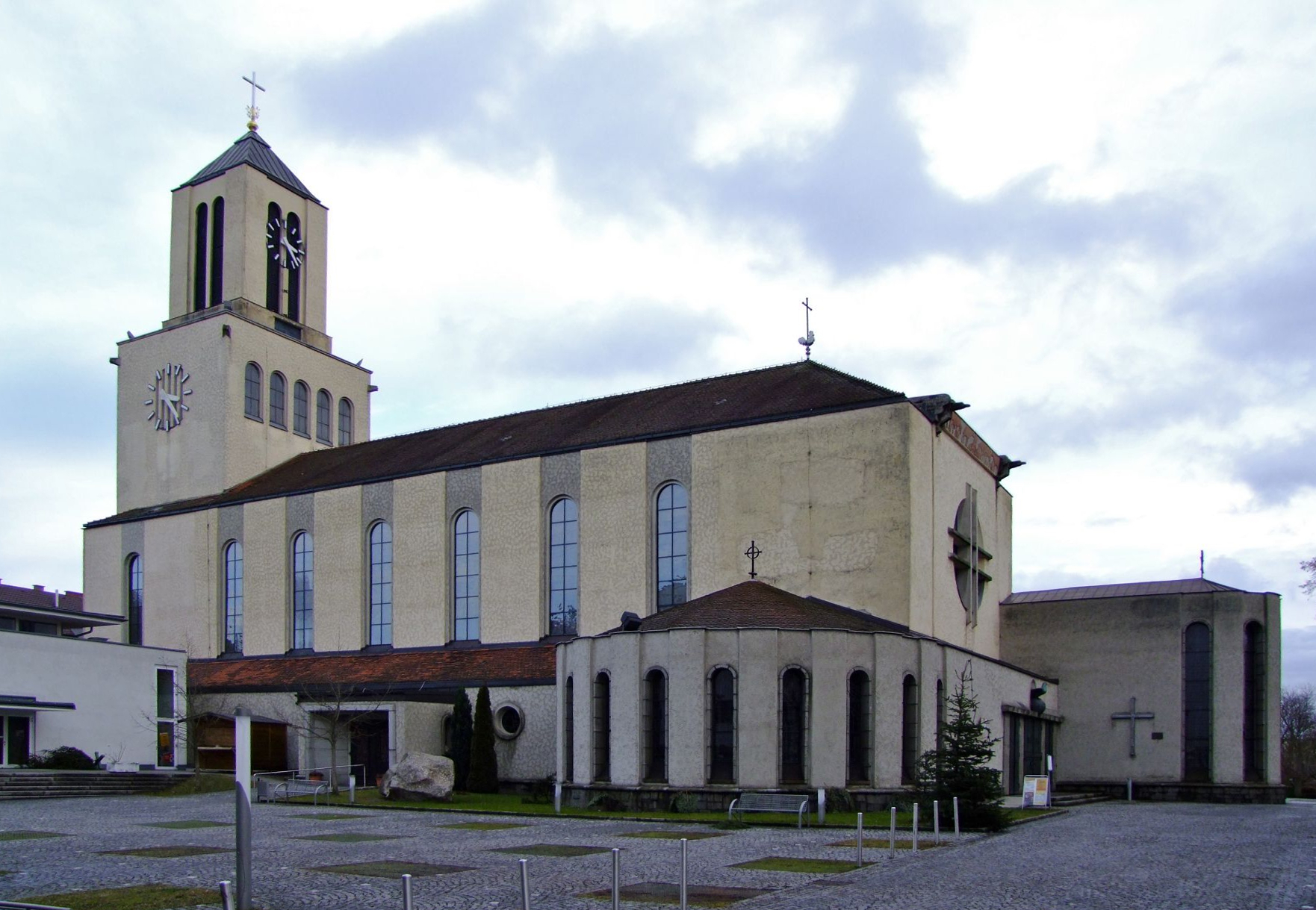
P. Behrens, A. Popp, H. Feichtlbauer, H. Foschum: Linz-Friedenskirche, 1934–51
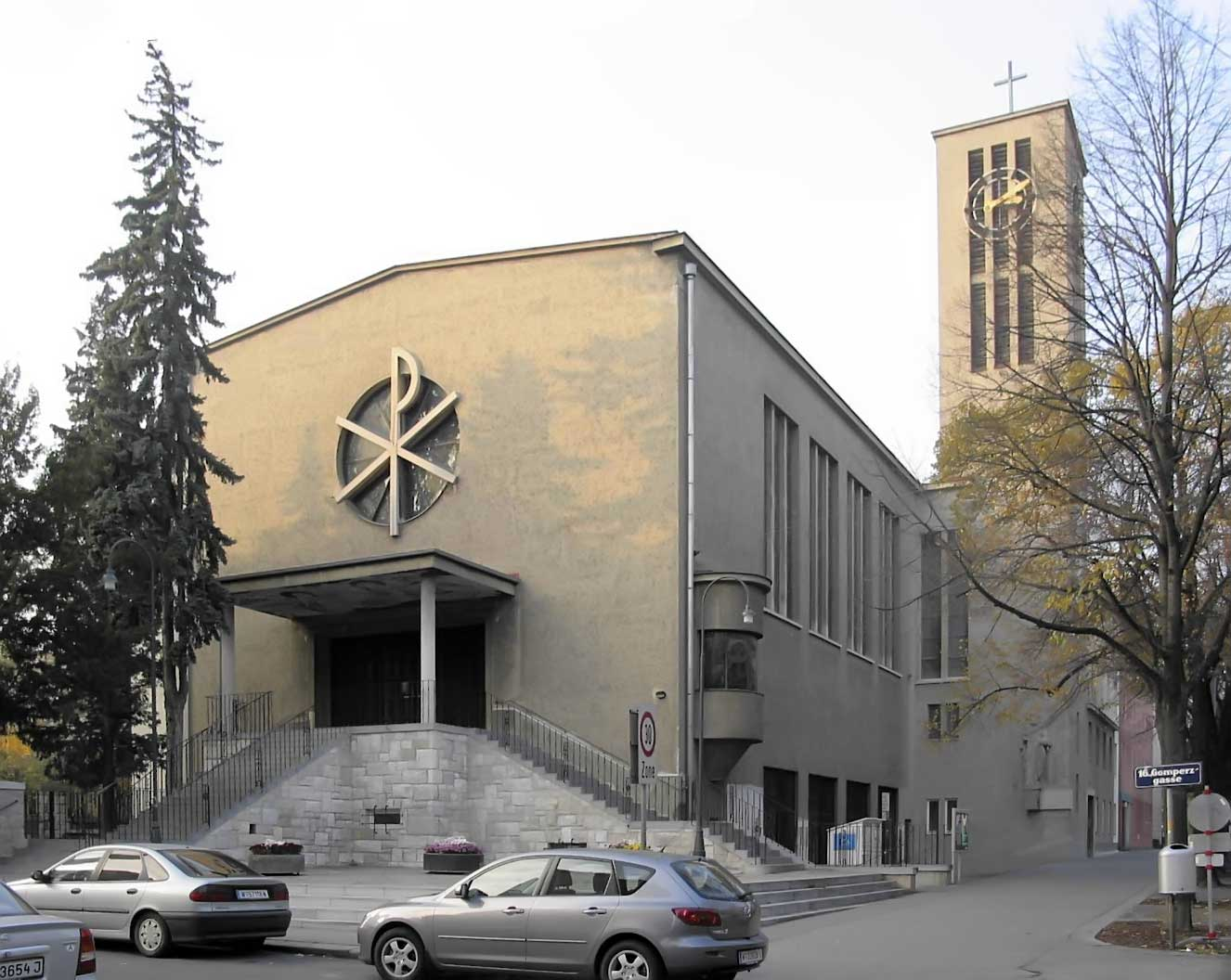
J. Vytiska: Wien-Sandleiten, 1935–36
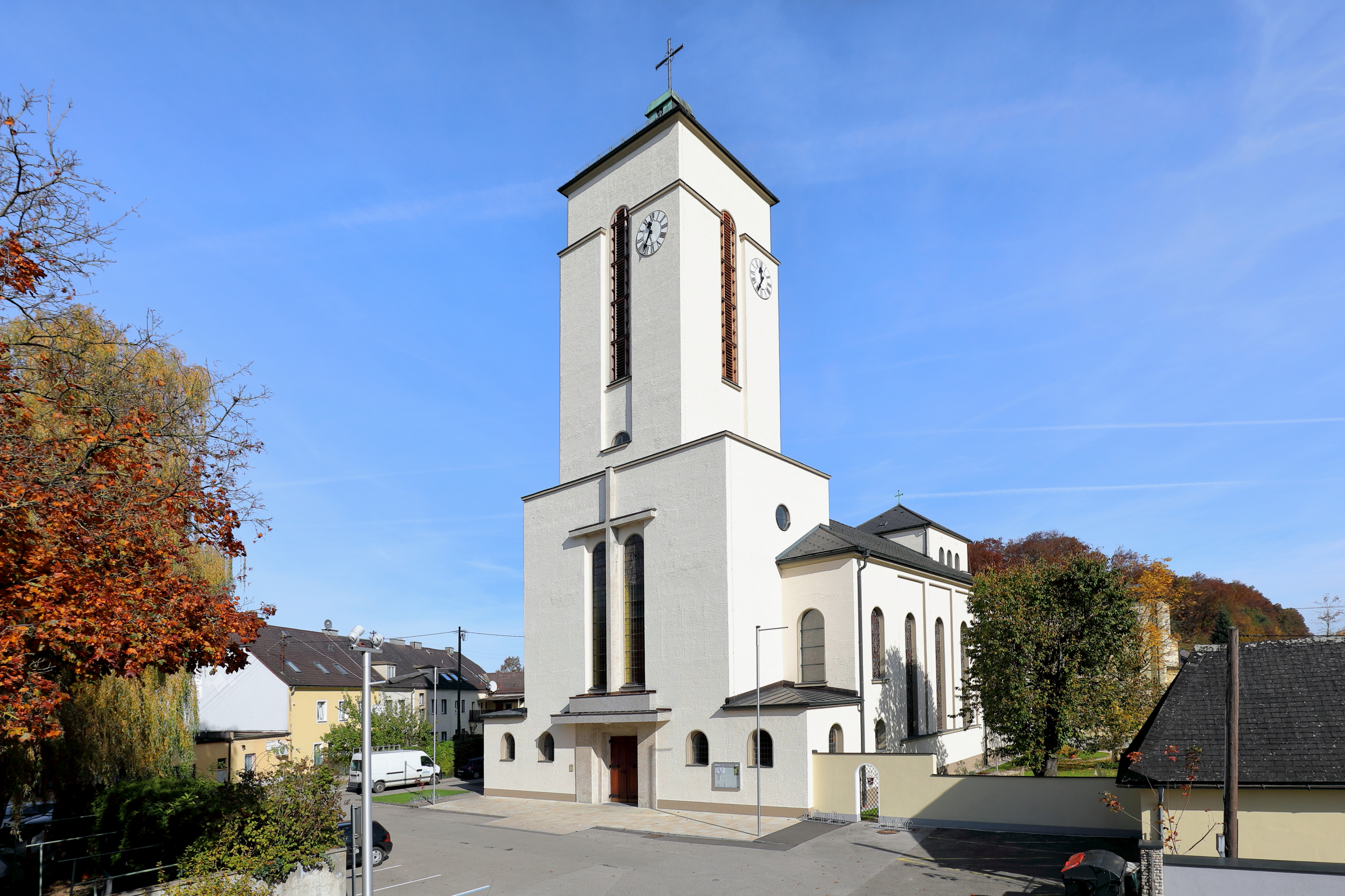
H. Feichtlbauer: Attnang-Puchheim, 1935–51
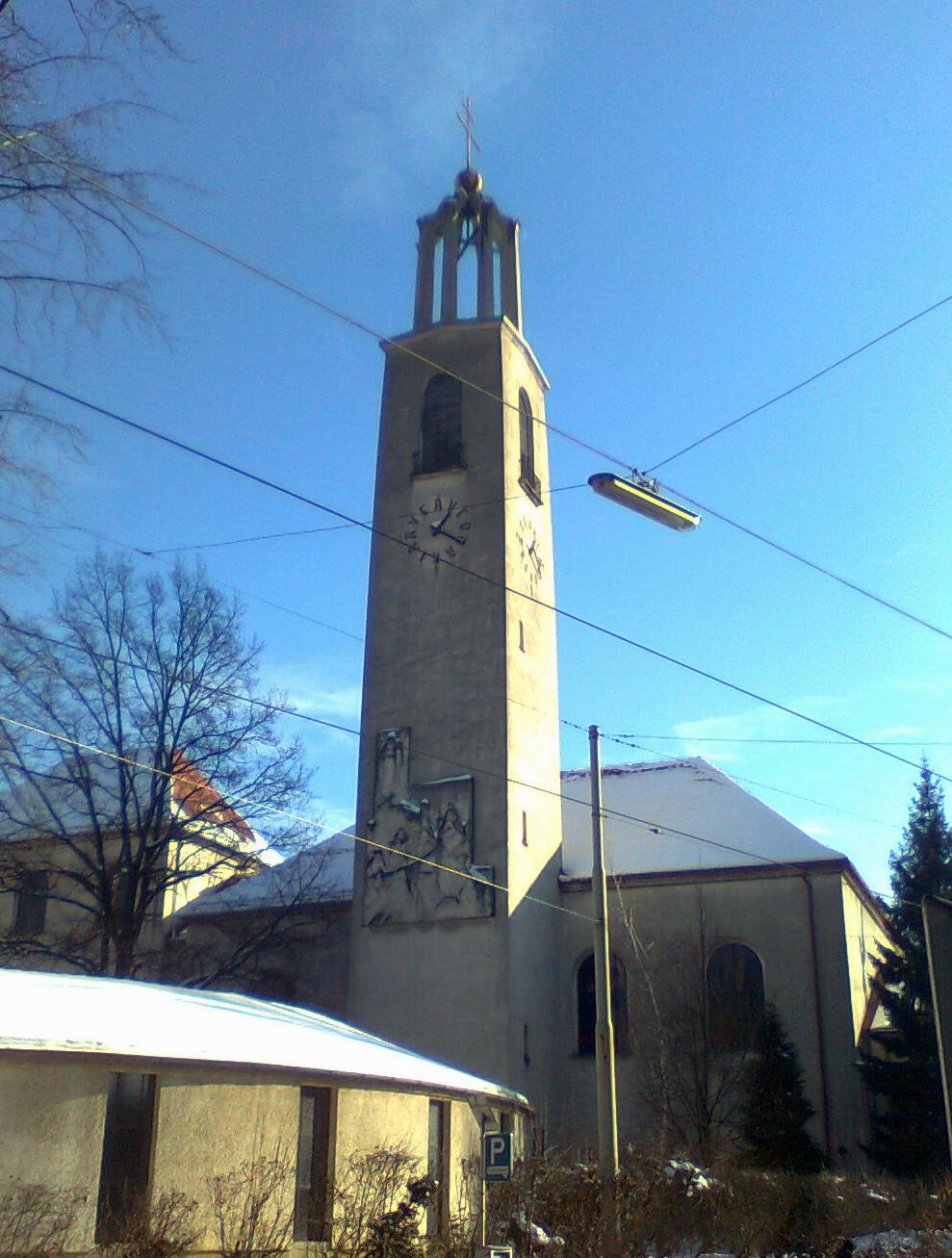
G. Lippert: Graz-Münzgrabenkirche, 1952–60
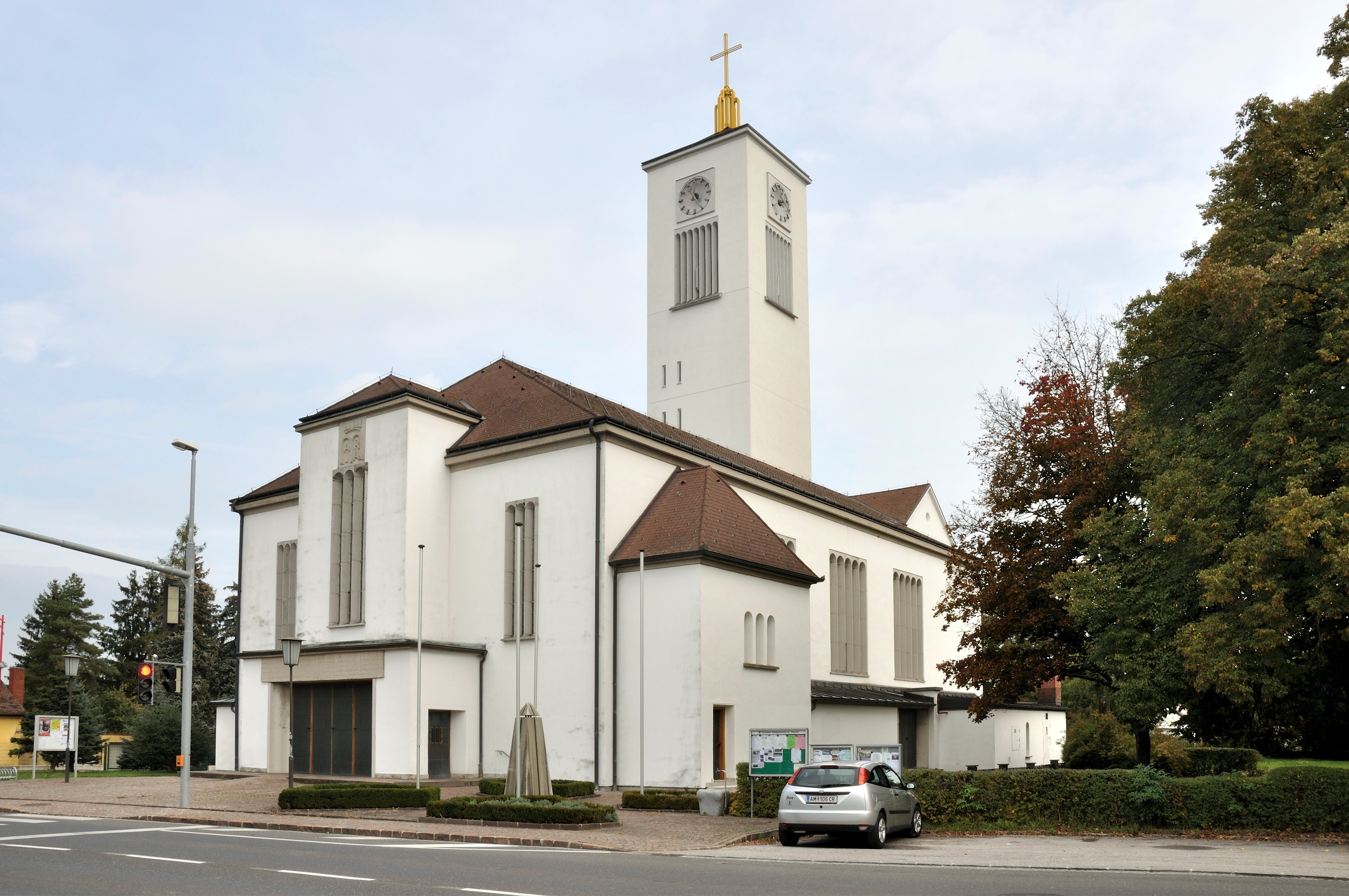
J. Friedl: Langenhart bei St. Valentin, 1954–57
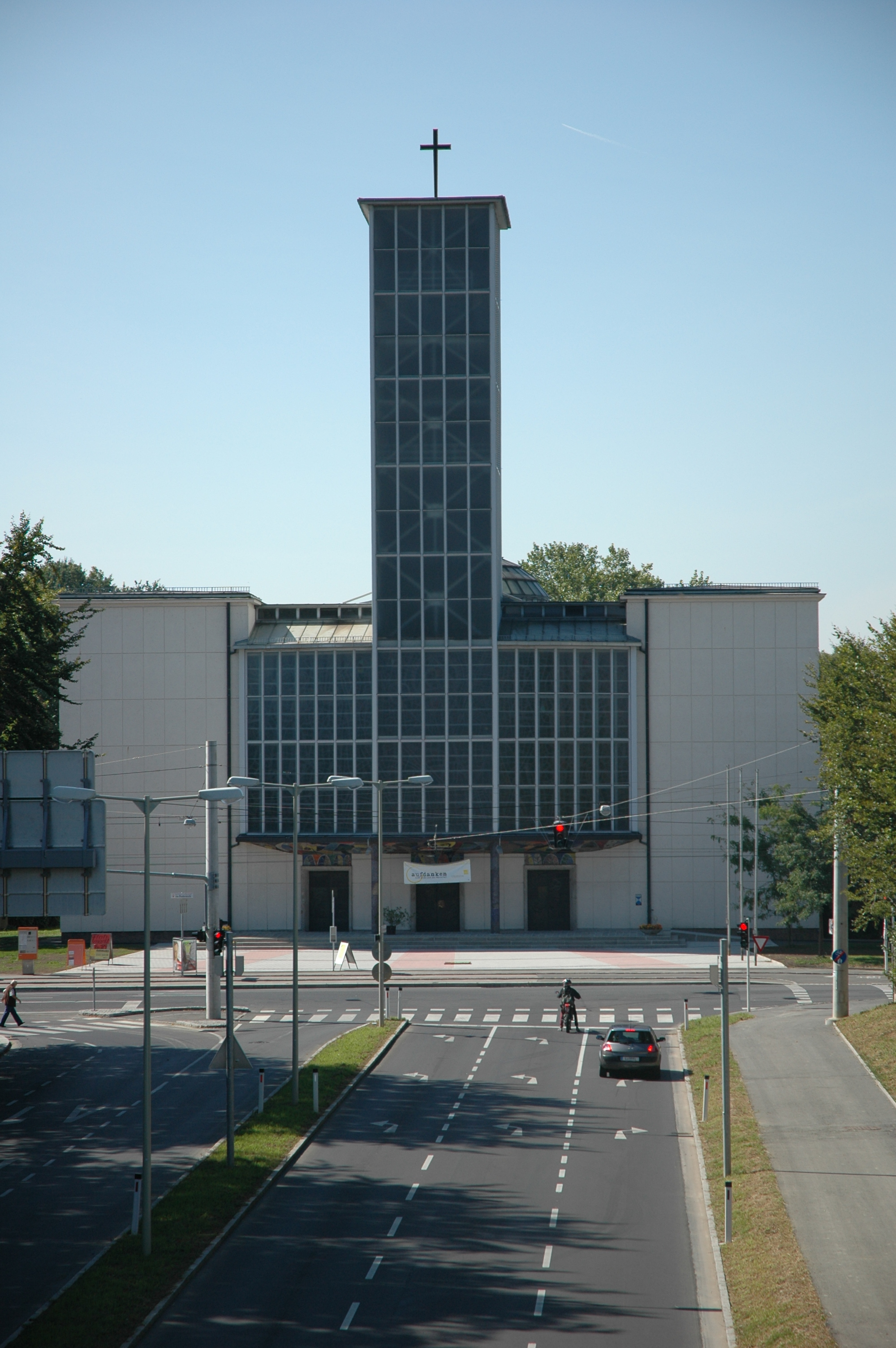
F. Reischl: Linz-Bindermichlkirche, 1954–57
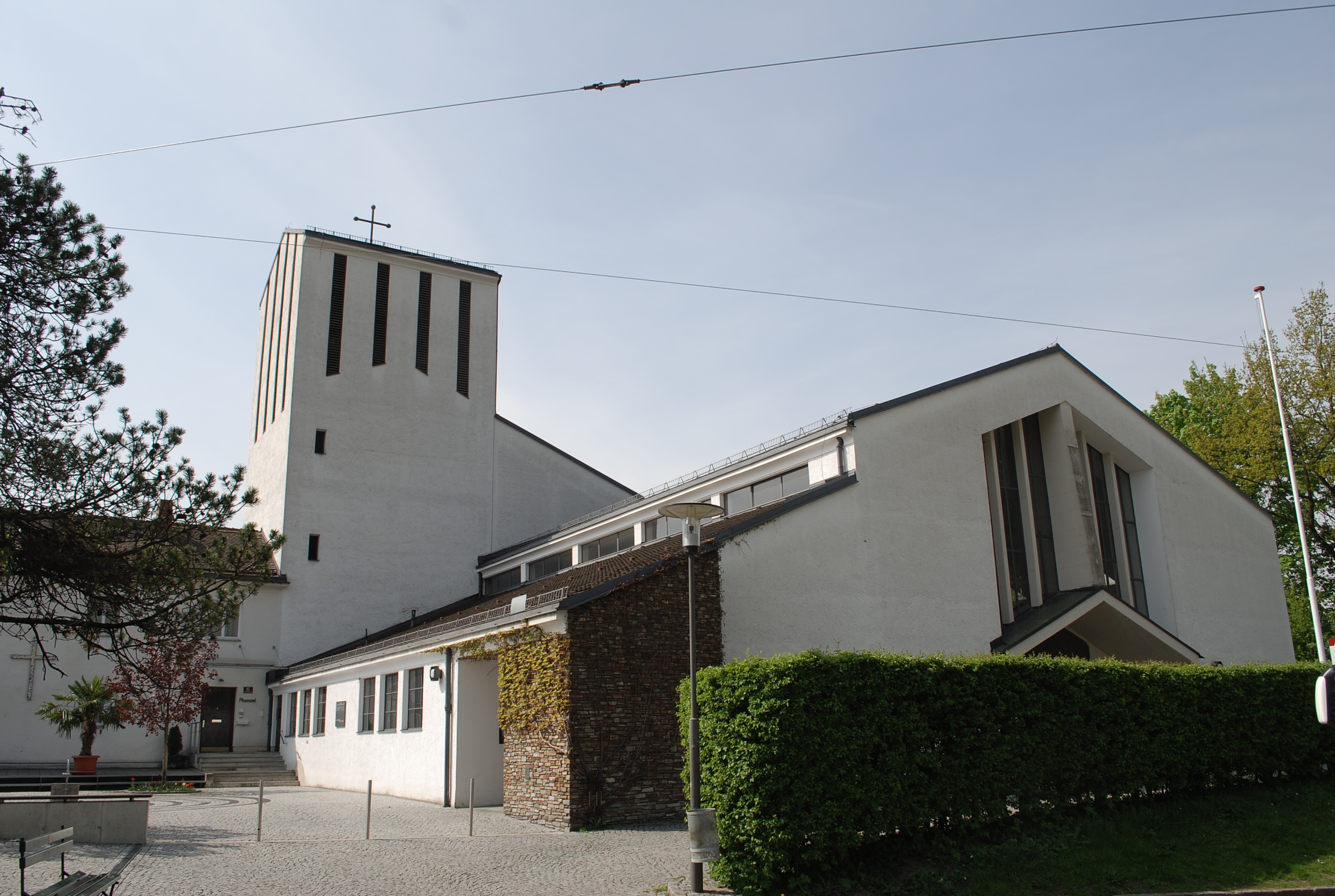
C. Holzmeister: Innsbruck-Allerheiligen, 1963–65
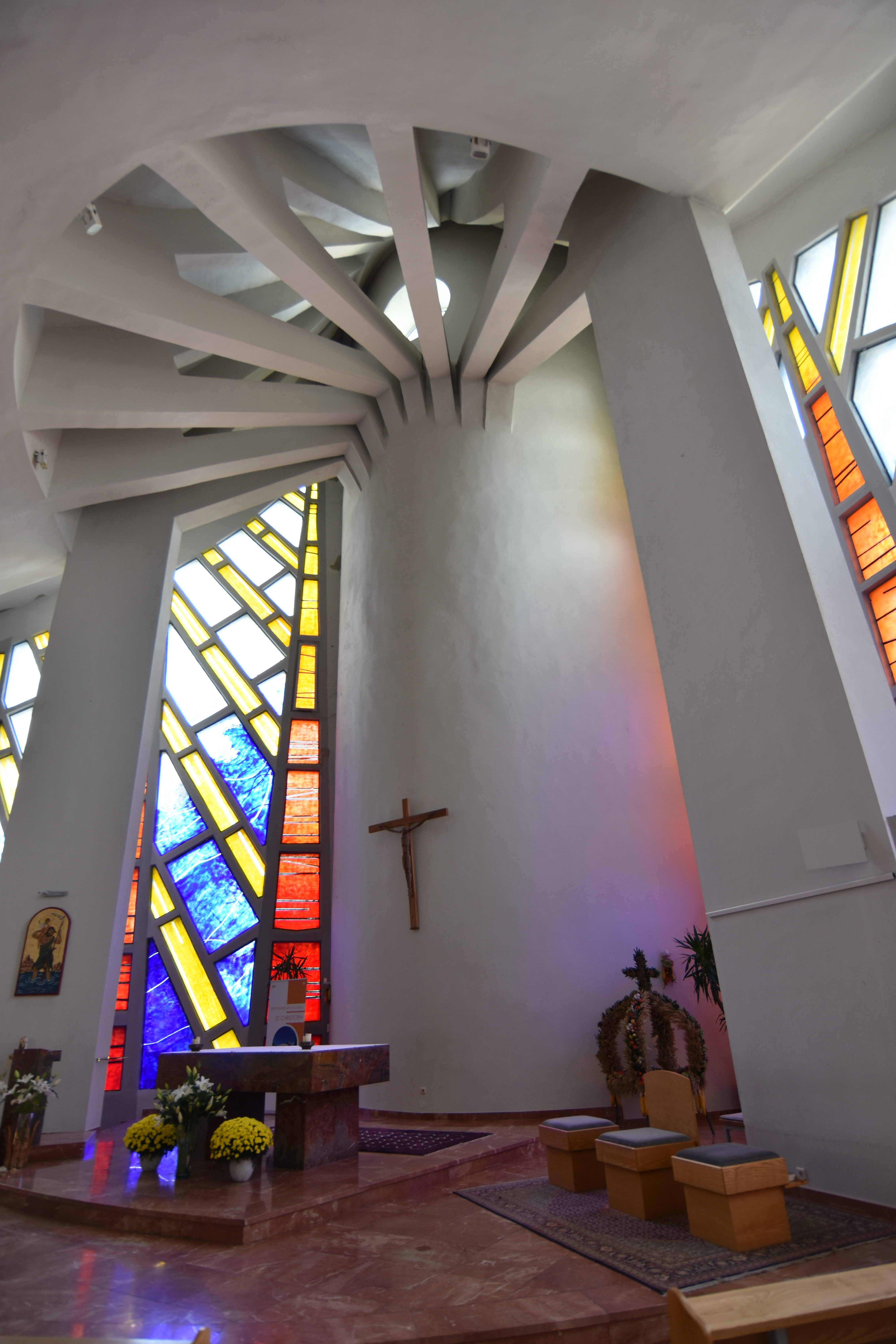
Robert Kramreiter: St. Christoph (Graz), 1962–1964